# Expoziția artiștilor în viață din anul 1870
Expoziția artiștilor în viață din anul 1870 a fost a treia manifestare artistică care s-a inaugurat ulterior înființării din anul 1864 a Școlii de Arte Frumoase din București, ai cărei fondatori au fost Theodor Aman și Gheorghe Tattarescu. Expoziția a făcut parte dintr-un lung șir de astfel de evenimente artistice care s-au derulat în ultimele patru decenii ale secolului al XIX-lea, ele fiind organizate de Ministerul Cultelor și Instrucțiunii Publice în parteneriat cu Școala de Arte Frumoase.
Expoziția s-a derulat pe parcursul a douăzeci și șapte de zile începând din 15 iunie 1870, ea fiind declarată închisă în 12 iulie 1870, zi în care s-au decernat și premiile. La această expunere publică de opere de artă nu a participat niciun expozant delegat din partea Școlii de Arte Frumoase din Iași. Artiștii care au luat parte la eveniment au fost: Alexandru Emanoil Florescu, Petru Verussi, Gheorghe Tattarescu, Nicolae Grigorescu, Constantin I. Stăncescu, Theodor Aman, Constantin Lecca, Sava Henția, Iacovache Constantinescu, Louis Ghilardeli, Principesa Alexandrina Constantin Ghica, Dumitru Marinescu, Ecaterina Polizu, George Popescu, Henric Trenk, Mihail Babic, Mihail Dan și trei arhitecți - Filip Montoreanu, Alexandru Freiwald și Alexandru Orăscu. Numărul operelor de artă expuse au fost conform informațiilor din presa timpului în număr de peste 100 de lucrări, categorisite pe trei secțiuni: pictură, sculptură și arhitectură.
La Secțiunea Pictură, juriul evenimentului a apreciat calitățile deosebite ale lucrărilor lui Nicolae Grigorescu și i-a acordat Medalia de clasa I-a pentru ansamblul operelor sale și în parte pentru Portretul Marelui Ban Constantin Năsturel Herescu. Medalia de clasa a II-a a fost dată pictorului Constantin I. Stăncescu pentru portretul desenat al lui  Ion Heliade Rădulescu și Medalia de clasa a III-a a fost atribuită tot pentru portrete, dar în ulei, unor absolvenți ai Școlii de Belle-Arte - Mihail Dan, Sava Henția și Iacovache Constantinescu.
La Secțiunea Sculptură, Theodor Aman a primit Medalia de clasa a II-a pentru o masă în stil baroc pe blatul căreia au fost figurate în relief efigiile domnitorilor din vechime.
La Secțiunea Arhitectură au existat doi laureați la egalitate, ambii primind Medalia de clasa a II-a - Alexandru Orăscu pentru proiectul Palatului de Justiție și Filip Montoreanu pentru un proiect de reședință particulară.
Cea mai mare emulație a vieții artistice a făcut-o prezența pe simezele expoziției a operelor lui Nicolae Grigorescu. Picturile artistului au uimit publicul și critica de specialitate. El a fost criticat și în același timp elogiat pentru diversitatea de motive plastice pe care le-a etalat. Fiind foarte apreciat, apariția lui în peisajul artistic bucureștean a marcat începutul declinului lui Theodor Aman din preferințele cunoscătorilor și amatorilor de artă. Practic, Expoziția artiștilor în viață din anul 1870 a însemnat pentru Nicolae Grigorescu momentul de lansare artistică în România. 
Ca urmare a apariției pe scena artistică românească a pictorului Nicolae Grigorescu, care a participat la această expoziție cu douăzeci și șase de lucrări, presa vremii a avut parte pentru prima oară de o polemică ieșită din comun pe marginea evenimentului, nemaiîntâlnită până atunci. Principalii cronicari de artă de atunci au fost Iacob Negruzzi, Alexandru Lăzărescu, Ange Pechméja și Savva Șoimescu. Negruzzi a făcut pentru prima oară o paralelă între opera pictorului român și poezia lui Vasile Alecsandri. Această paralelă, după spusele lui Barbu Brezianu, a dus ca ani de zile după închiderea Expoziției artiștilor în viață din anul 1870, Grigorescu să fie considerat exponentul culturii oficiale și un precursor al mișcării literare semănătoriste. Apropierea făcută de Negruzzi a durat până în anul 1929, moment în care Nicolae Iorga a făcut o paralelă între Grigorescu și Mihai Eminescu

## Istoria manifestării expoziționale
O dată cu revenirea în deceniul al șaselea al secolului al XIX-lea de la studiile pe care le făcuseră în străinătate a lui Gheorghe Panaiteanu-Bardasare și Gheorghe Năstăseanu în Moldova și Theodor Aman și Gheorghe Tattarescu în Muntenia, s-a produs în România o adevărată efervescență artistică. Tineri progresiști și entuziaști, aceștia au contribuit la închegarea mișcării artistice pe plan local și mai apoi la nivel național.

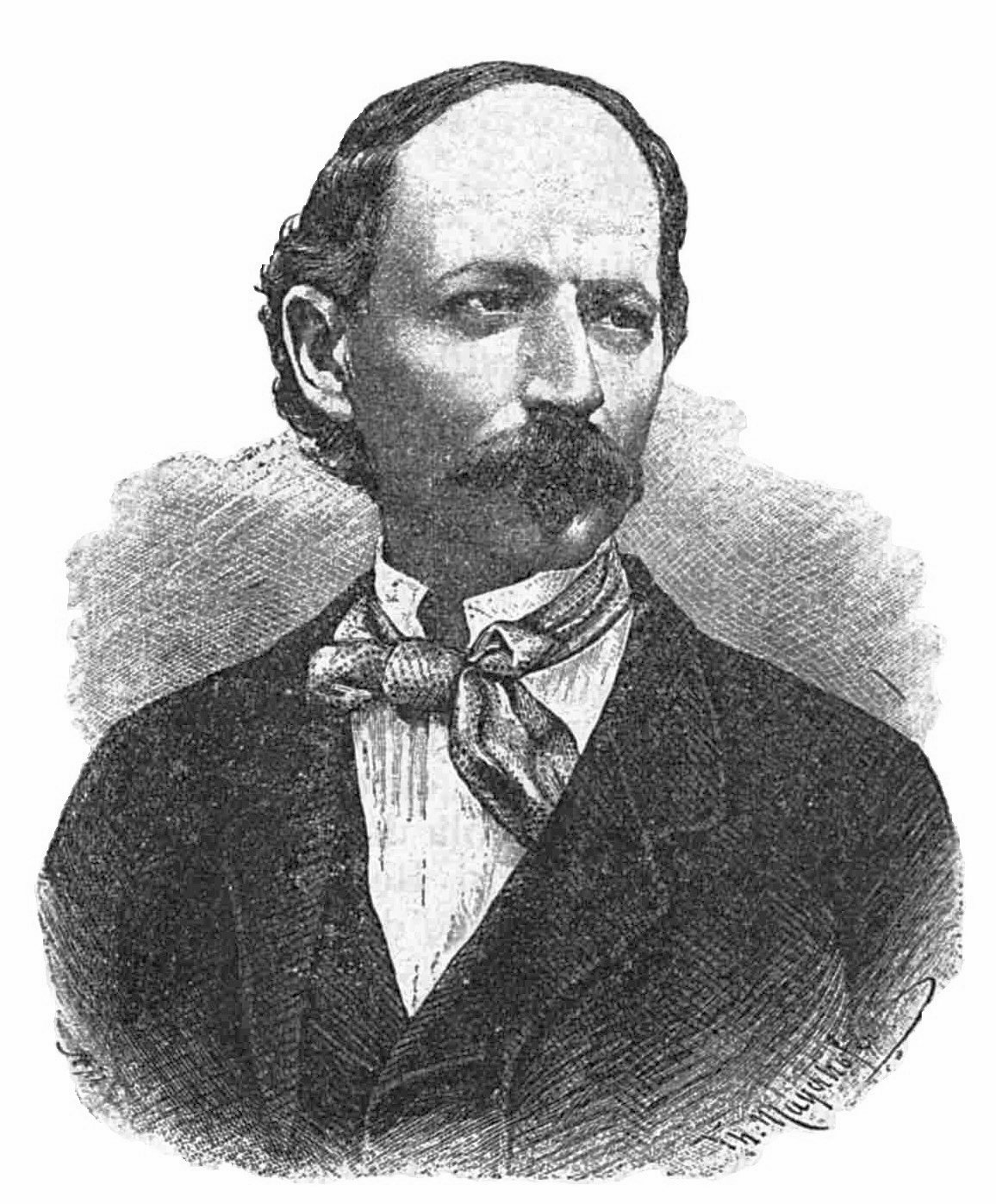
D. Bolintineanu

Pe de altă parte, primii au fost fondatorii Școlii de Arte Frumoase din Iași din data de 26 octombrie 1860 și ultimii, fondatorii Școlii de Arte Frumoase din București din data de 5 octombrie 1864. Ei au fost pionierii învățământului de specialitate și au fost organizatorii primei Pinacoteci din Iași și din București. Toți patru au contribuit într-un mod capital la cizelarea gustului publicului precum și la diversificarea genurilor plastice prin intermediul Expoziției artiștilor în viață, ai căror promotori au fost.
La sfârșitul anului 1863, Dimitrie Bolintineanu aflat în acel moment deținător al portofoliului Cultelor și Instrucțiunii Publice, a venit cu ideea de a da un imbold mișcării artistice românești. Ideea urmărea două scopuri principale. Primul era obișnuirea publicului cu manifestările artistice și al doilea era dorința de a achiziționa lucrări pentru Galeria de Tablouri. Ca urmare în anul 1864 s-a ținut o expoziție pentru testarea publicului pentru arte și în același an s-a făcut primul Regulament al Expoziției artiștilor în viață. Acesta a fost promulgat în 4 decembrie 1864 de domnitorul Alexandru Ioan I și în 13/25 decembrie 1864 a fost publicat în Monitorul Oficial. Conform Regulamentului, Expozițiile artiștilor în viață urmau să se țină anual, alternativ la București și Iași. Această prevedere din regulament nu a fost respectată niciodată, singura oară când s-a încercat să se facă la Iași - în anul 1866, epoziția nu s-a organizat din diverse motive. Regulamentul din 1864 a fost amendat de trei ori cu modificări: în anul 1868, în anul 1881 și 1894.
Prima Expoziție a artiștilor în viață a avut loc în anul 1865 la București. Expoziția din anul 1866 de la Iași a fost una eșuată. A doua Expoziție a avut loc în anul 1868 la București. În anul 1869 a avut loc în sălile Academiei (Universitate) de la București o expoziție domnească, prin care Carol I și-a prezentat propria colecție de artă, iar în anul 1870 a avut loc tot la București a treia Expoziție a artiștilor în viață.

## Preambul mediatic
Expozițiile artiștilor în viață erau programate pentru a fi organizate în luna mai a fiecărui an. Data începerii lor nu era una fixă, însă în anul 1870 acest eveniment intrase deja în conștiința publică, fapt pentru care a fost așteptat de majoritatea artiștilor plastici, ca și de publicul larg. Periodicul Informațiunile Bucureștene începuse deja să atenționeze pe cititorii săi de iminența deschiderii expoziției.

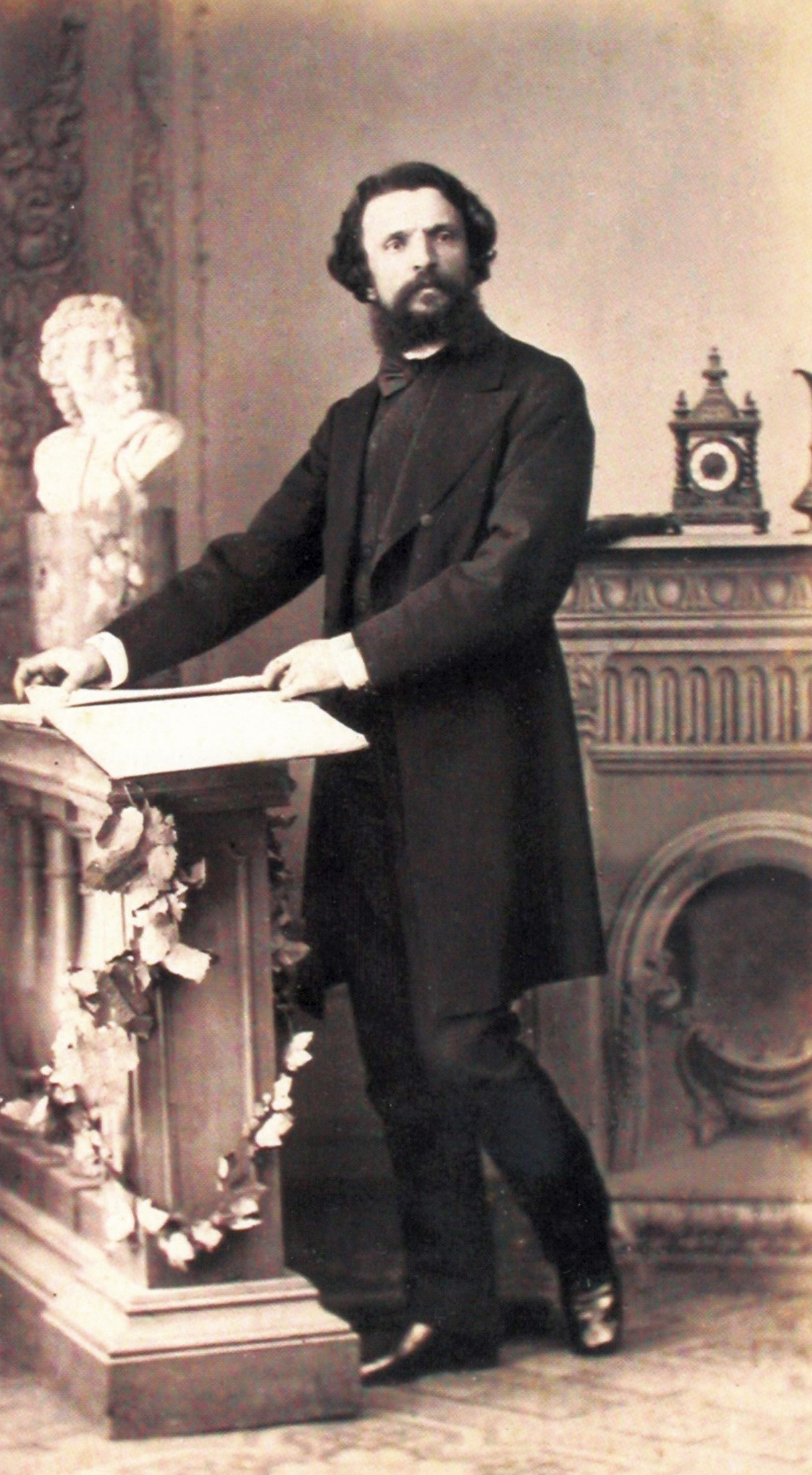
Theodor Aman - fotografie de B. Engels

Astfel, începând încă din data de 15 martie 1870, au apărut în fiecare număr notițe al căror subiect informa despre manifestarea mult așteptată. În prima din 15 martie: „La 1 Mai urmează să se deschidă esposițiunea artiștilor în viață și încă nu vedem publicat de D. Aman, Directorul Școalei de bele arte, acest concurs. De ce On[orabile] Domnule Aman?” A doua din 30 martie: „Tot nu știm ce s'a regulat cu esposițiunea noastră artistică. D. director Aman n'a publicat nimic, nici că da! nici că ba!” În 18 aprilie: „Esposițiunea de pictură tot va avea loc în anul acesta deși cu oarecare întârziere: ni se pare că va fi deschisă în iunie” În numărul din 23 aprilie se menționa că data deschiderii va fi 15 iunie. Anunțul final a fost dat în numărul din 8 mai: „ESPOSIȚIUNEA ARTIȘTILOR ÎN VIAȚĂ va avea loc pe 15 iunie viitor. Aviz d-lor pictori, sculptori, arhitecți, etc.”
Același periodic a anunțat cu o zi înaintea vernisajului că „... Esposițiunea artiștilor în viață se anunță a fi briantă. Peste 100 tabele [tablouri - n.r.] sunt primite. Arhitectura va străluci ca niciodată, sculptura însă crede că va fi prea puțin reprezentată. Toți artiștii cunoscuți plus junii artiști cari espun pentru prima dată și vr'o 30 de pânze ale d-ului Grigorescu vor face din esposițiune un salon prețios.”
Prin adresa nr. 33/ 1 iunie 1870, Theodor Aman a solicitat Ministerului Instrucțiunii punerea la dispoziția organizatorilor a sălii celei mai luminoase de la Academie (adică de la Universitate) până cel târziu la 10 ale lunii, pentru panotarea lucrărilor. Aman s-a ocupat intens de toate detaliile necesare unei bune desfășurări a manifestării. Astfel, în data de 9 iunie a cerut forului tutelar tipărirea a 300 de cataloage - numite de el librete; pe 12 iunie a dat spre publicarea în Monitorul Oficial a anunțului deschiderii expoziției și pe 13 iunie a trimis Ministerului 25 de librete cu o adresă prin care explica modul de decontare a cheltuielilor la data închiderii manifestării.
După deschiderea expoziției de pe data de 15 iunie 1870, la câteva zile, Informațiunile Bucureștene a publicat cele dintâi observații, dând și un sumar al exponatelor bazat pe catalogul pe care Theodor Aman l-a făcut cu această ocazie:
„... Cu începere de la 15 Maiu publiculu poate visita în fiecare zi, de la orele 10 înainte, catalu alu doilea, la Universitate. Vomu face locu în colonele foiei noastre unei serii de articole în privința opereloru espuse. Deocamdată ne mărginim a da la vale numele opereloru espuse. Din acestu catalogu se va vedea:
1. Că mai totă esposițiunea este  ocupată de ingeniosulu pictore Grigorescu
2. Că suntu câte-va nume necunoscute în salonulu din urmă
3. Că Iașii n'au trămisu nimica, ceea ce e forte regretabilu
4. Că sculptura e mai pucinu representată de câtu în anulu trecutu
5. Că arhitectura, din contra, nu numai numără de astă dată mai mulți esposanți dar, ceea ce e esențiale, operele espuse suntu de valore multu mai mare în genere de câtu cele din anii din urmă
6. Că între esposanți începu a figura unii dintre junii care au trecutu prin scola de belle-arte locală”[21]

## Artiști și lucrări expuse
La acestă expoziție au participat șaisprezece artiști plastici: Alexandru Emanoil Florescu, Petru Verussi, Gheorghe Tattarescu, Nicolae Grigorescu, Constantin I. Stăncescu, Theodor Aman, Constantin Lecca, Sava Henția, Iacovache Constantinescu, Louis Ghilardeli, Principesa Alexandrina Constantin Ghica, Dumitru Marinescu, Ecaterina Polizu, George Popescu, Henric Trenk, Mihail Babic, Mihail Dan și trei arhitecți - Filip Montoreanu, Alexandru Freiwald și Alexandru Orăscu.

Principalii participanți la Expoziția artiștilor în viață din anul 1870
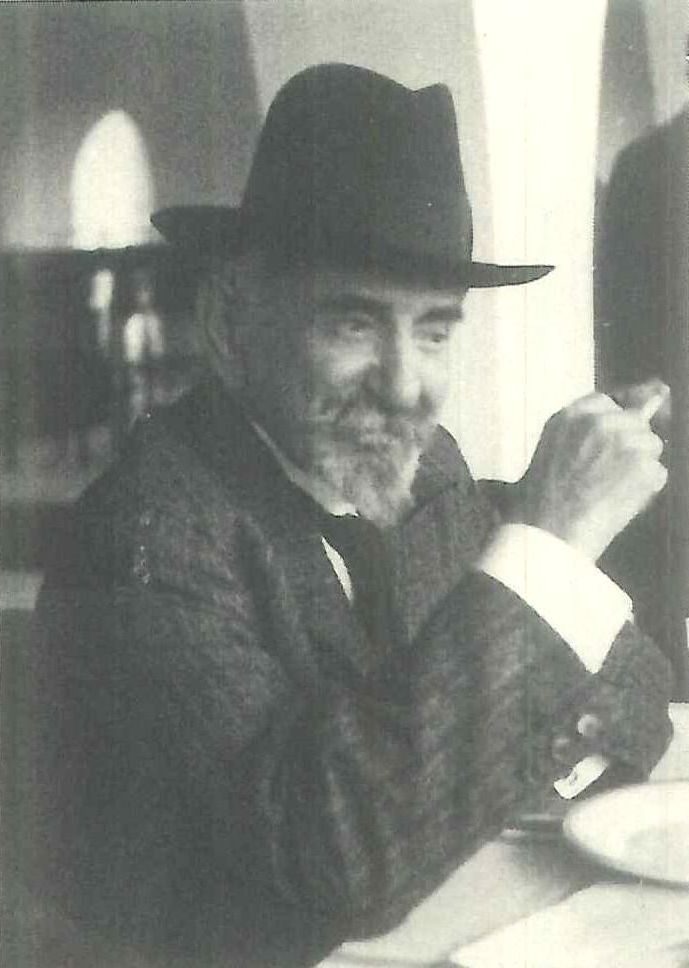
Alexandru Emanoil Florescu
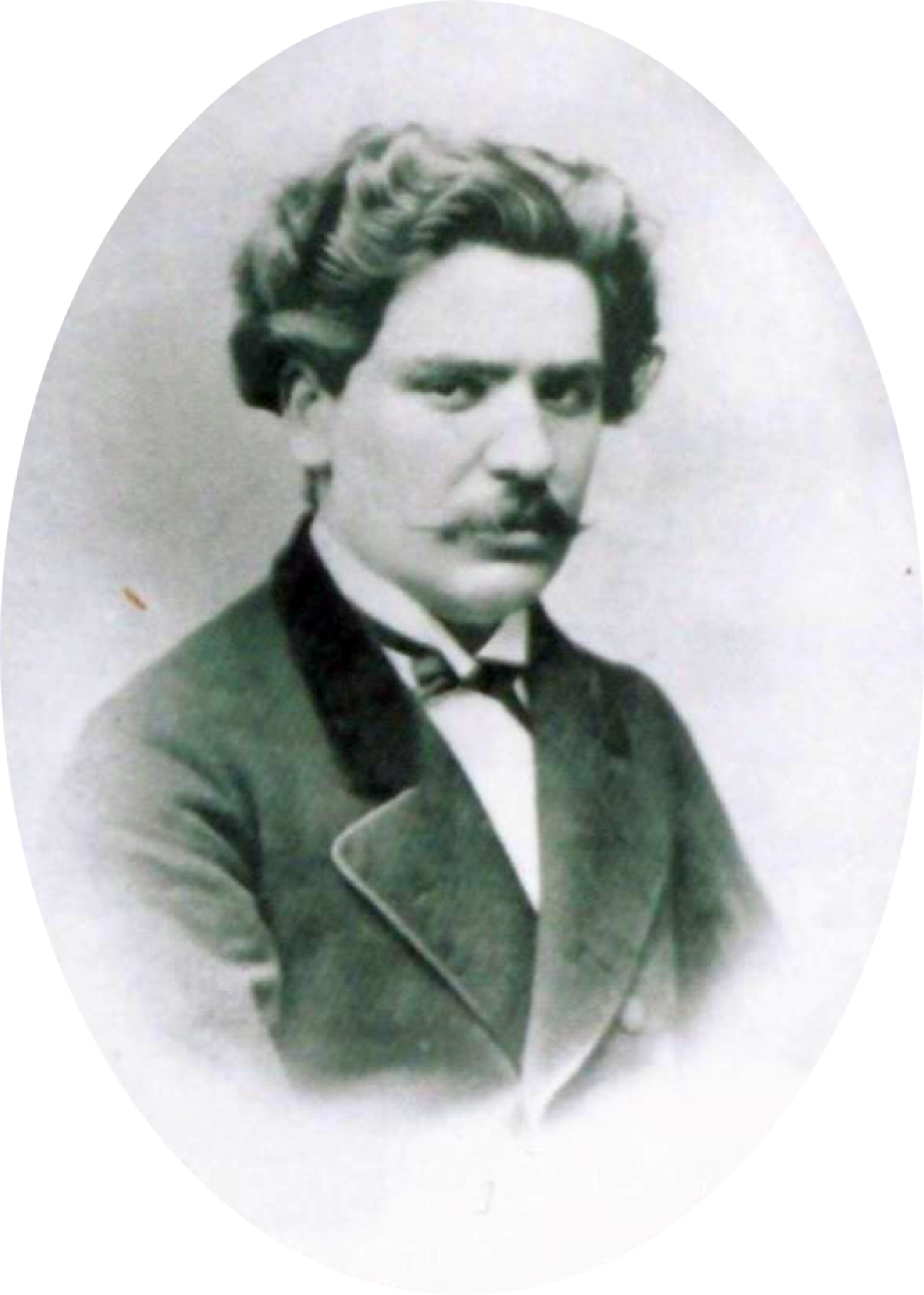
Petru Verussi
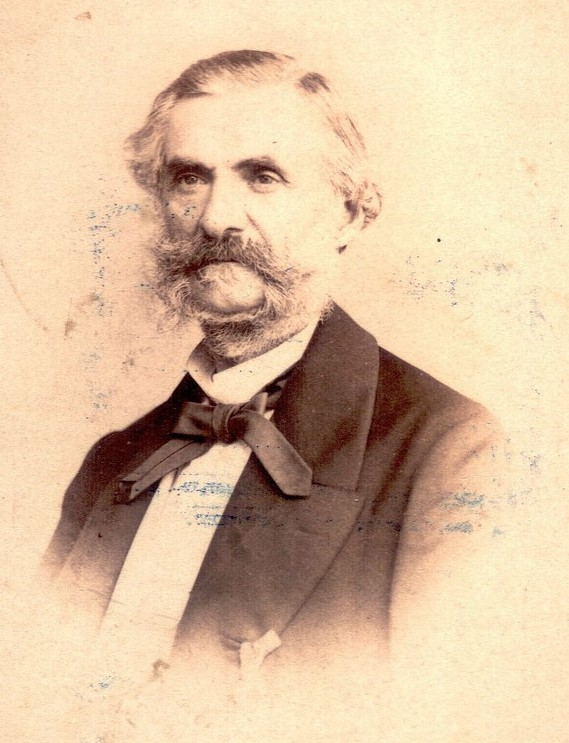
Alexandru Orăscu
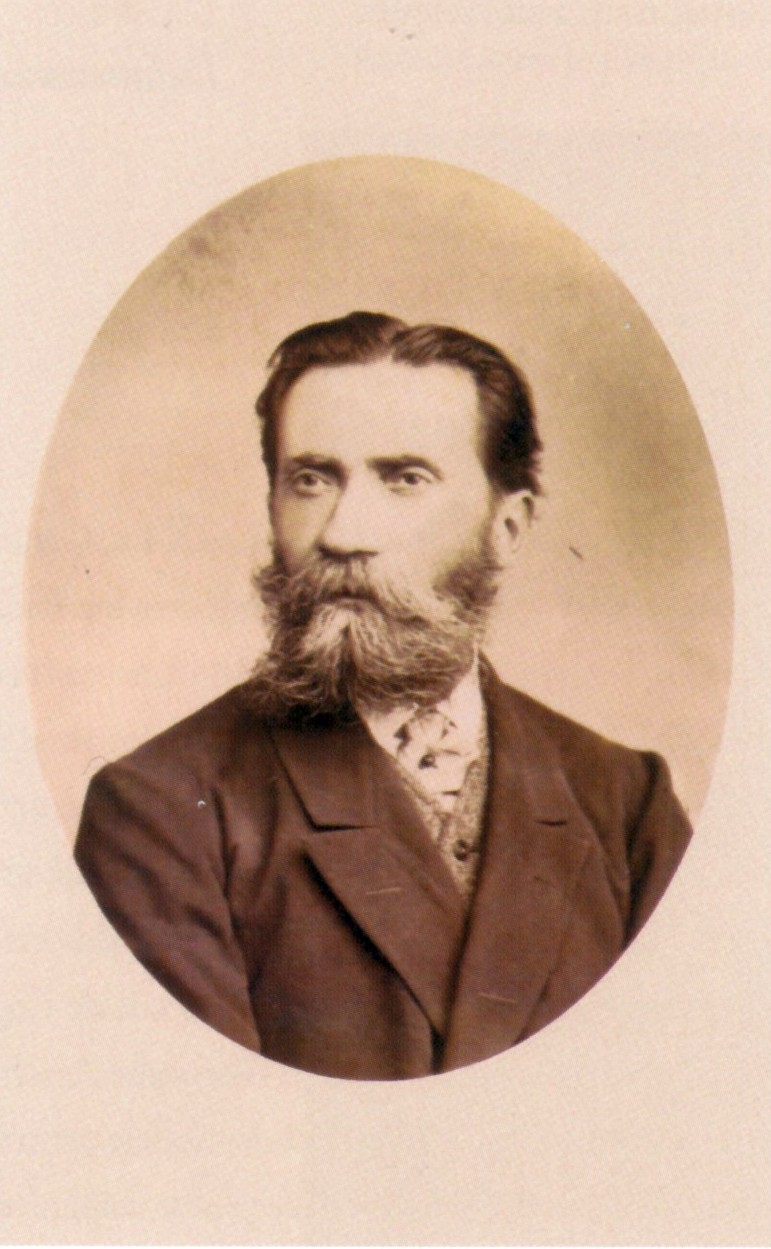
Gheorghe Tattarescu
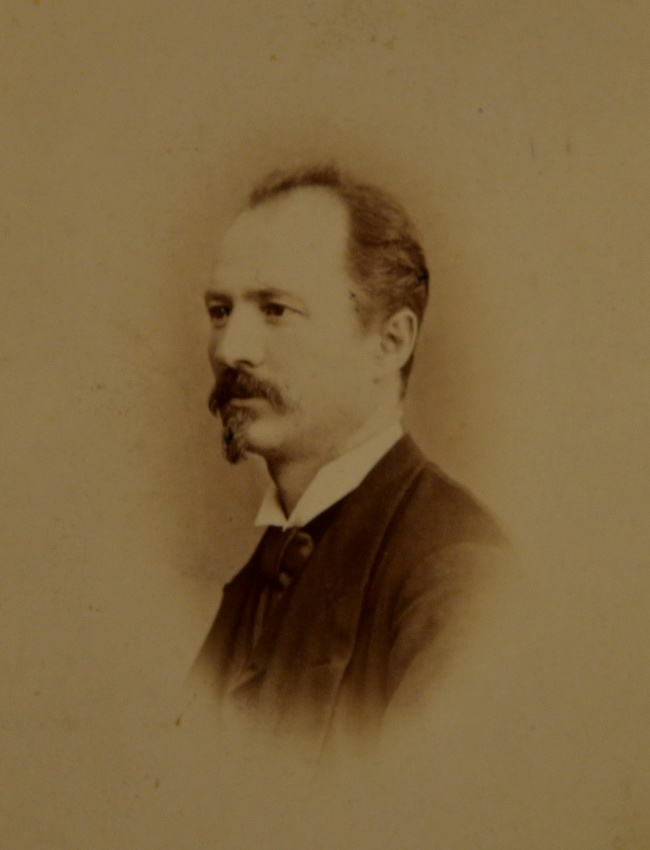
Nicolae Grigorescu
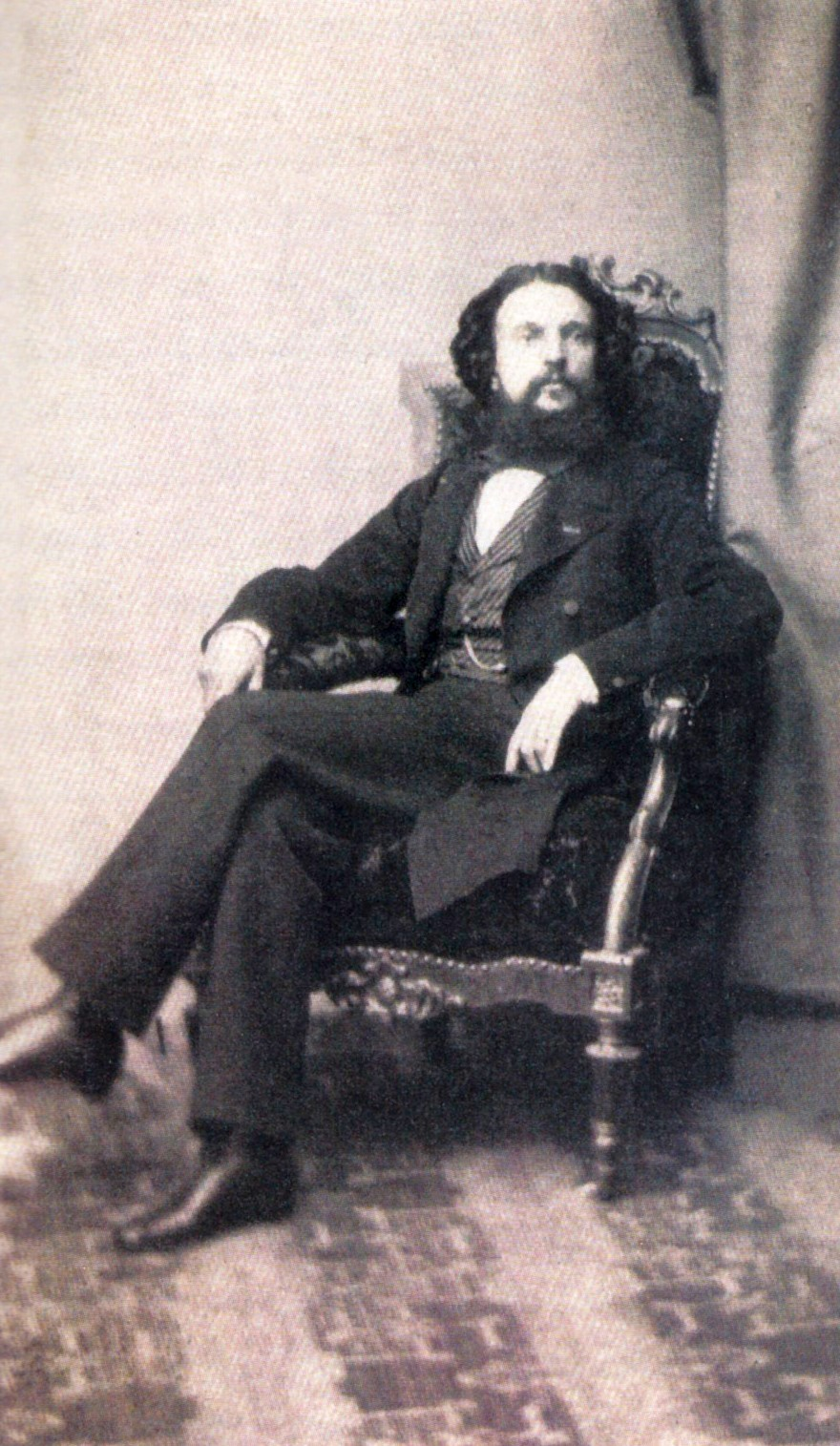
Theodor Aman
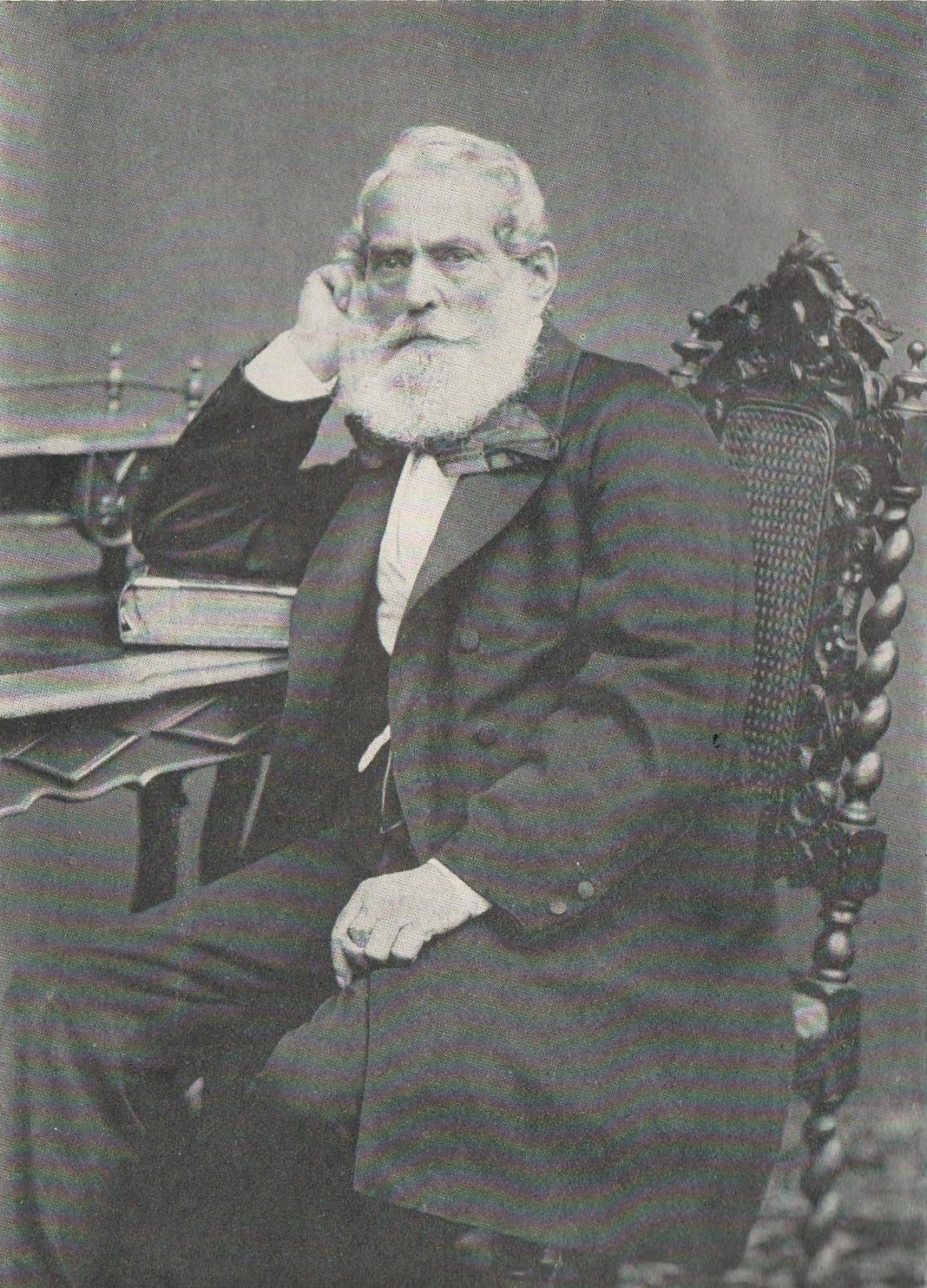
Constantin Lecca
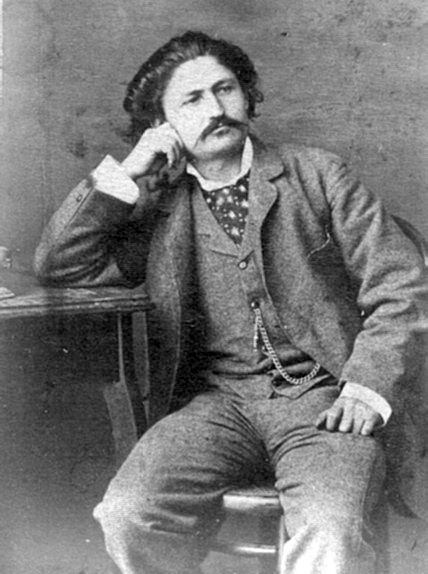
Sava Henția
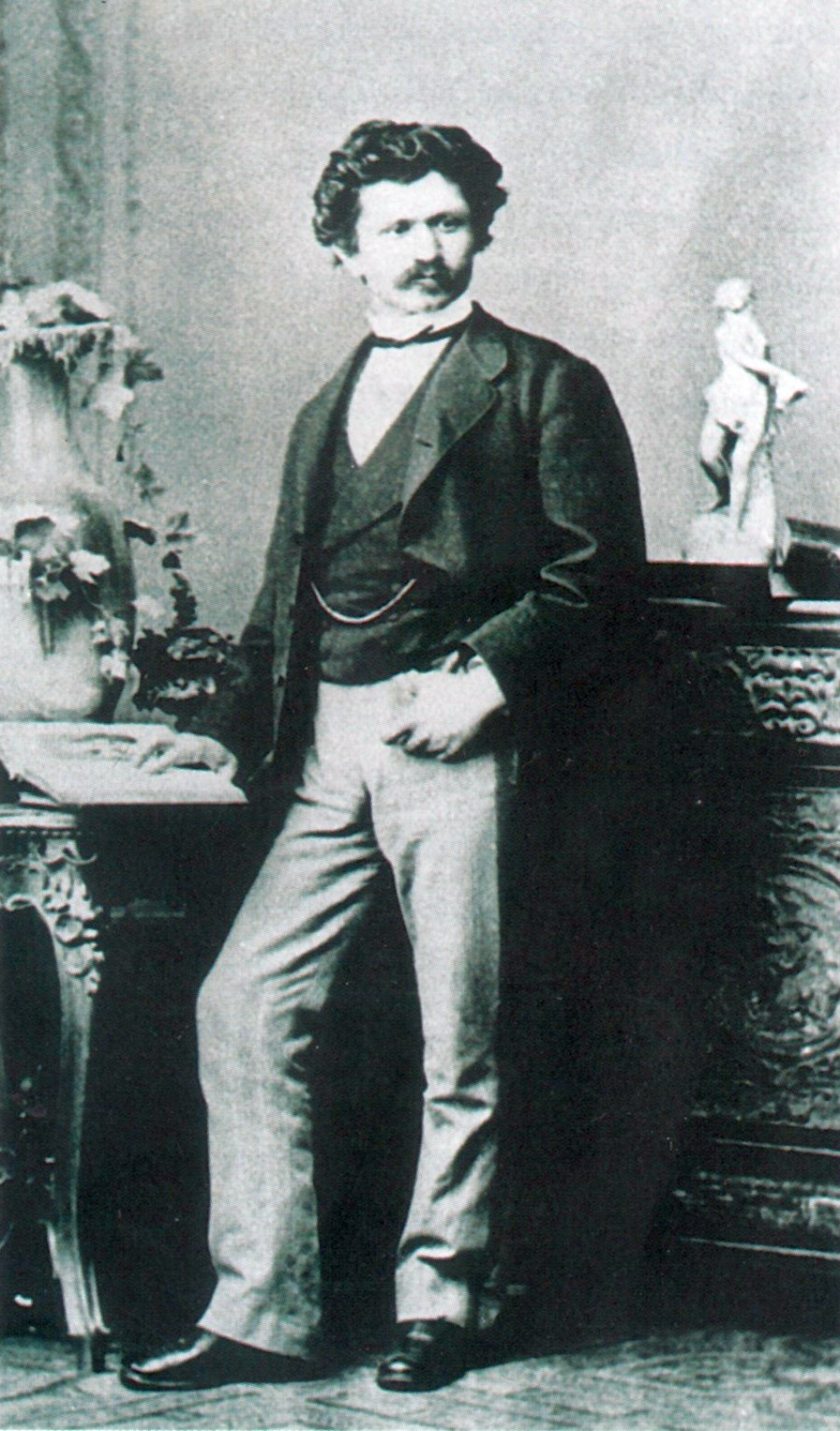
C.I. Stăncescu

### Lucrările Secțiunii de Pictură
- Theodor Aman - Teleleici vânzând bijuterii în Harem, Un pescar;[22]

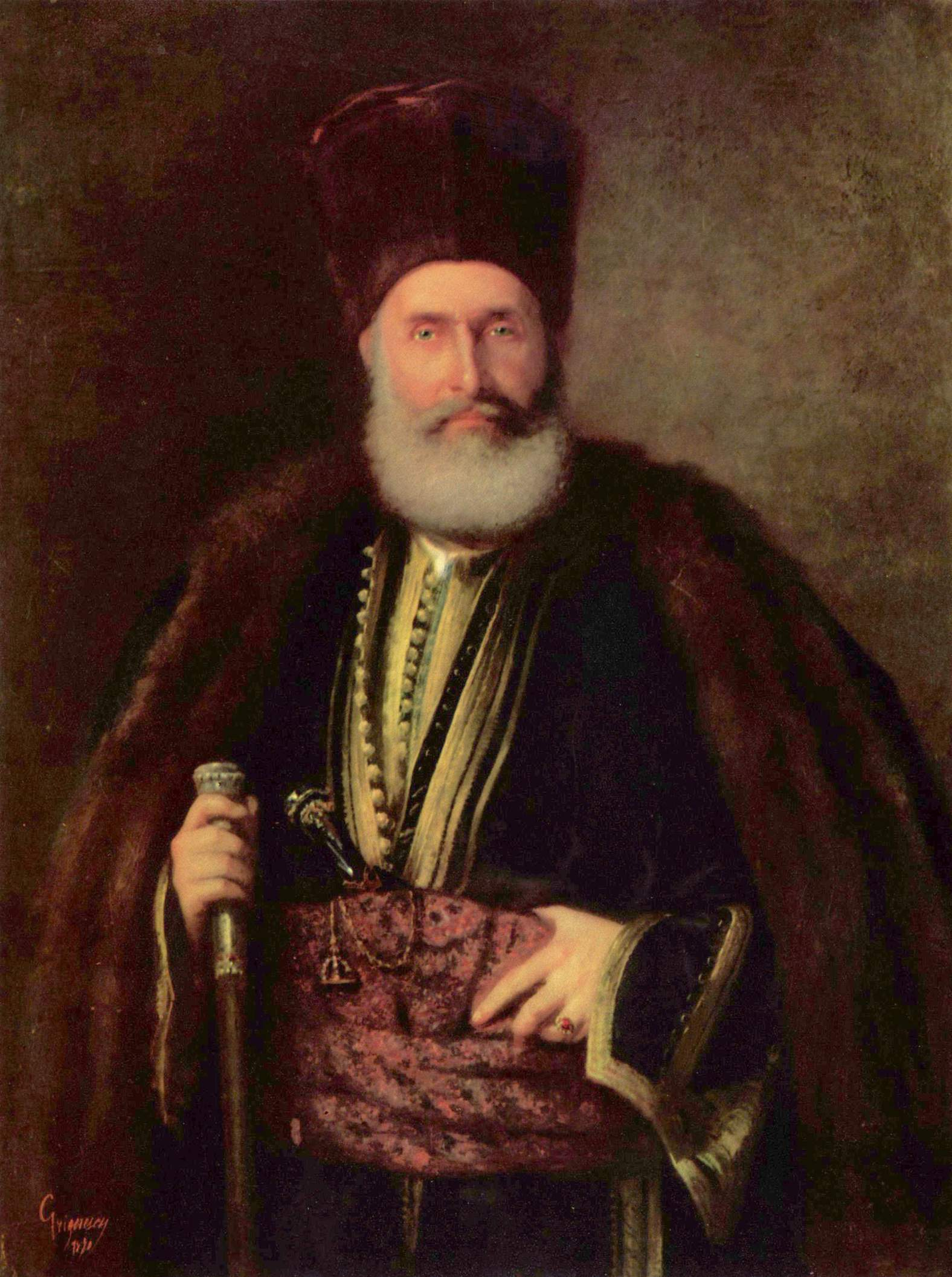
Portretul marelui ban Năsturel Herescu - de Nicolae Grigorescu - Medalia de clasa a I-a pentru Secțiunea Pictură

- Iacovache Constantinescu - Portretul domnului I., Portretul părintelui Ghenadie, Portretul domnului N., Portret după natură - studiu și un tablou  intitulat Vânat - natură moartă imaginând niște rațe sălbatice;[22][23][24]
- Alexandru Emanoil Florescu (membru al Comitetului Academic de Belle-Arte) - portretul spătarului Constantin Ghica; portretul Elenei Ghica (soția lui Grigore Vodă Ghica al Moldovei) miniatură pe fildeș;[22][24]
- Louis Ghilardeli - Interiorul unui salon în zi de vară - compoziție ideală - pictură scenografică;[22][24]
- Principesa Alexandrina Constantin Ghica - Portret de copil;[22][24]
- Nicolae Grigorescu - (27 de lucrări) - La amândouă le place jocul; O floare între flori; Car cu boi; Lăptărița; Fructe diverse; Studiu de peisaj; Femeie torcând; Limonagiul; Portret; Portretul marelui ban Năsturel Herescu; Portretul doamnei A.C.; O bătrână cârpind; O bătrână în repaos; Tipuri de țigani din București; Buchet de flori de câmp; Studiu de roze; Un saltimbanc; Natură moartă, potârnichi și prepelițe; Natură moartă - obiecte de bucătărie și legume; Natură moartă - lămâi; Natură moartă cu fructe; Peisaj din Vâlcea - corturi țigănești la asfințitul soarelui; Studiu doi bețivi; Fructe piersici, struguri etc.; Bordeie țigănești (Orșova); Peisaj - o rovină;[22][24]
- Sava Henția - Portretul D. Grant; Portretul D. Caligari;[22][24]
- Constantin Lecca - Bătălia de la Călugăreni;[22][25]
- Dumitru Marinescu - Fructe, struguri;[22][24]
- Ecaterina Polizu - două portrete, pastel;[22]
- Gheorghe Popescu - Costum românesc din Brașov;[22][24]
- Constantin I. Stăncescu - portrete în creion și pastel Vasile Alecsandri, Eliade Rădulescu, Matei Millo, M. Pascaly (desen). Pasteluri: portretul d-lui P. Alexianu, portretul d-lui M. George Alexianu, portretul d-nei D.M., preot, o bătrână (portret studiu), portret Dominican (portret studiu);[22][24]
- Gheorghe Tattarescu - Agar cu fiul său Ismail, portret d-na Șeicaru;[22][24]
- Henric Trenk  - Piquet pe marginea Dunării; Vârful crucii la Rucăr;[22][24]
- Petru Verussi - Portret Carol I (ulei); portret G. Demetriade (desen).[22]

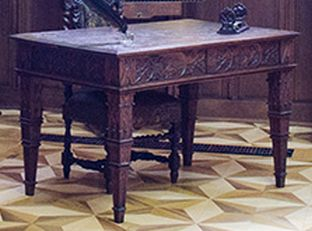
Birou sculptat - de Theodor Aman - Medalia de clasa a II-a la Secțiunea Sculptură

- Mihail Dan - Portretul doamnei Darvary, Portretul doamnei Z. Darvary, Portretul lui I. Darvary.[24]

### Lucrările Secțiunii de Sculptură
- Theodor Aman - o masă cu portretele prinților României în basorelief, Traian și Decebal;[22][24]
- Mihail Babic - Un dulap de stejar.[22][24]

### Lucrările Secțiunii de Arhitectură
- Alexandru Freiwald - fațada caselor d-lui P. Grădișteanu;[22][24]
- Filip Montoreanu - Un proiect de hotel particular,[22] Planul general, Planul primului etaj, Fațada spre curtea principală (de onoare), Fațada văzută dinspre strada Franklin, Planul grădinii, Fațada văzudă dinspre strada Clemenței, Secțiune după liniile A. B., Secțiune după liniile C. D., Secțiune după liniile E. F.,  Un proiect de Amfiteatru de istorie națională[22] și Grădina Botanică,[22] Planul general cu sala de zoologie, sala de mineralogie și sala de botanică, toate având câte un cabinet pentru profesori și un vestibul;[24]
- Alexandru Orăscu - Proiect pentru Palatul Justiției, Proiect pentru liceul din Ploiești, Perspectiva din dreapta a liceului din Ploiești, Secțiunile edificiului din Ploiești, Monument funerar pentru familia Greceanu, Interiorul unei galerii de la Mariemburg în timpul cruciaților.[22] și: Fațadă pentru Podul Mogoșoaiei, Fațadă pentru strada Carol I, Secțiune după liniile A. B.,  Fațadă pentru strada Stavropoleus, Amplasamentul pentru fațada din strada Stavropoleus, Planul parterului din strada Stavropoleus.[24]

## Premiile expoziției
În data de 3 iulie 1870, juriul manifestării a început deliberarea în vederea acordării premiilor. Ca și la expozițiile precedente, nu a fost identificată o operă care să întrunească sufragiile juriului pentru acordarea distincției supreme - Medalia de Onoare:
„Deși s-a stabilit că Exsposițiunea din Anul acesta este în progres în raport cu celelalte două Esposițiuni trecute, după o lungă deliberare juriul a luat decisiunea d'a nu se da însă Medalia de Onoare nici unui Esposant; având deplină convicțiune că la Esposițiunea noastră viitoare opere și mai marcante prin natura lor vor veni să dispute această unică onoare acordată unei singure opere din toată Esposițiunea.”

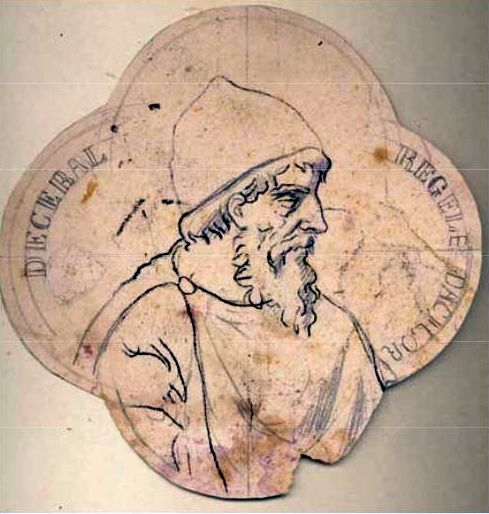
Decebal - Regele dacilor - de Theodor Aman - Studiu în creion pentru blatul biroului

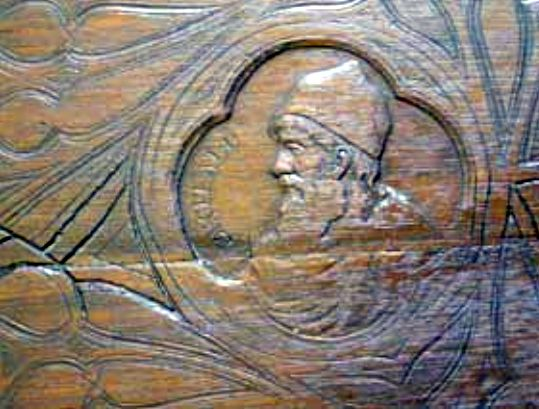
Decebal - Efigie sculptată pe blatul biroului lui Theodor Aman

Juriul a apreciat calitățile deosebite ale lucrărilor lui Nicolae Grigorescu și i-a acordat Medalia de clasa I-a cu precizarea că aceasta i-a fost dată „... pentru ansamblul operilor sale și în parte pentru Portretul Marelui Ban Constantin Năsturel Herescu.” Această afirmație denotă faptul că membrii juriului nu s-au putut detașa de viziunea savantă ce reieșea din acest portret, ca de altfel din întrega creație de până atunci a pictorului român. Acest lucru reiese și din celelalte premii care s-au dat. La capitolul pictură (și desen) i s-a acordat Medalia de clasa a II-a pictorului Constantin I. Stăncescu pentru portretul desenat al lui  Ion Heliade Rădulescu; Medalia de clasa a III-a a fost atribuită tot pentru portrete, dar în ulei, unor absolvenți ai Școlii de Belle-Arte - Mihail Dan, Sava Henția și Iacovache Constantinescu. Sava Henția participase la concursul de străinătate (de acordare a bursei) al școlii, concurs pe care l-a și câștigat cu compoziția Orfeu și Euridice.
Mențiunile juriului au fost date unor amatori cu excepția lui Petru Verussi, care era un pictor profesionist, pentru portretul lui Carol I. Ceilalți au fost Alexandru Emanoil Florescu pentru miniaturile din fildeș, prințesa Alexandrina Constantin Ghica și Ecaterina Polizu, ambele pentru portretele realizate în tehnica pastelului.
Ca secțiunea sculptură, Theodor Aman a primit Medalia de clasa a II-a pentru o masă în stil baroc pe blatul căreia au fost figurate în relief efigiile domnitorilor din vechime. Mihail Babic a luat mențiune pentru un dulap sculptat.
Secțiunea arhitectură a avut doi laureați la egalitate, ambii primind Medalia de clasa a II-a - Alexandru Orăscu pentru proiectul Palatului de Justiție și Filip Montoreanu pentru  proiectul de reședință particulară.
Toate medaliile acordate au fost acoperite cu bani: 100 de galbeni pentru clasa I-a, 50 pentru clasa a II-a și 25 de galbeni pentru Medalia de clasa a III-a. În data de 8 iulie 1870 a fost eliberată suma de 375 de galbeni pentru plata premiilor. Peste câteva zile de la această dată, au mai fost plătiți 26 de lei și 68 de bani pentru confecționarea a celor opt cutii ale medaliilor.

## Decernarea medaliilor
Ceremonia de acordare a medaliilor și a recompenselor financiare a fost stabilită a se desfășura în data de 12 iulie 1870 la ora 12 la Palatul Academiei, astăzi clădirea Universității din București. Comitetul de organizare a trimis o adresă în ziua de 8 iulie la Monitorul Oficial prin care s-a solicitat publicarea pe prima pagină cu litere mari, în trei numere consecutive, anunțul evenimentului. Acesta a apărut pe prima pagină cu litere obișnuite în doar două apariții ale monitorului - nr. 150 din 10/22 iulie și nr. 151 din 11/23 iulie.
În dimineața zilei de 12 iulie, periodicul Informațiunile Bucureștene le-a amintit cititorilor săi care erau premianții la secțiunea pictură. Autorul notiței a felicitat organizatorii și concurenții spunând: „Bravo laureaților și bravo juriului! La anul sperăm ca lupta să fie între d-nii Aman, Tătărescu, Grigorescu, cine să ia medalia de onoare! Ce diferență între anul când d-nii Cretzulescu și V.A. Urechia înființează școalele de belle-arte, provocând surâsul incredulilor, și 22 între anul curent! E pur si muove!”

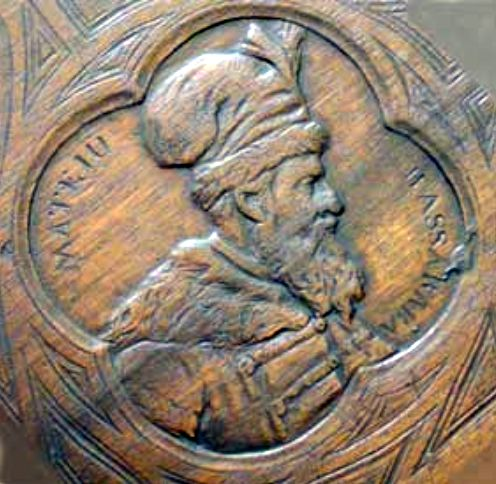
Matei Basarab - Efigie sculptată pe blatul biroului lui Theodor Aman

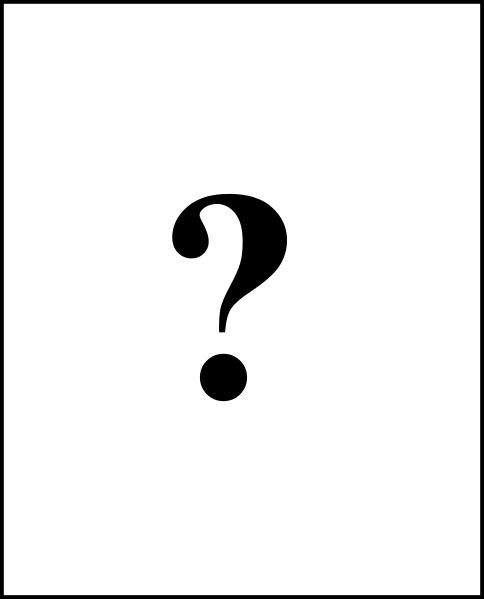
Teleleici vânzând bijuterii într-un harem - de Theodor Aman - (ajutați Wikipedia și găsiți imaginea)

Redactarea dării de seamă a fost făcută la Ministerul Cultelor și Instrucțiunii Publice și a fost trimisă în ziua de 13 iulie la Monitorul Oficial pentru publicare. În discursul său, Theodor Aman nu a mai făcut digresiuni de istoria artei, ci s-a referit punctual la expoziția care tocmai ce și-a ales câștigătorii, precum și la lucrările prezentate. El a salutat apariția lui Nicolae Grigorescu în arta plastică bucureșteană. Având la bază experiența impresionistă franceză, mai tânărul pictor român a reprezentat din acest an începutul declinului pentru Theodor Aman, cu toate că opera cofondatorului Școlii de Belle-Arte era variată și era încă pe gustul amatorilor de artă. Astfel, Aman a spus că „... pe lângă artiștii exposanți de la cele două din urmă exposițiuni s'a mai adăogat anul acesta, cu un succes eminent, D. Grigorescu, elev al școalei francese, etalând înaintea noastră un gen și o manieră nouă care cu timpul va da resultate fericite în școala română.” Aman era unul dintre puținii români care, în loc să fie invidios pe cei mai talentați  și mai ales, mai tineri, el se bucura de succesul lor. Cu generozitate, el a amintit și participarea la această expoziție și a unor tineri absolvenți ai școlii pe care o conducea. Nu i-a nominalizat, dar a menționat că ei tinerii au fost remarcați și unii chiar premiați. În acest fel, Aman a reușit să evidențieze reușitele și progresele școlii de artă din București. În mod similar, fără a nominaliza, el a făcut apel la cei cu stare și la patronii artiștilor pentru ca aceștia să-și reunească eforturile într-un mod sincron cu acțiunile guvernului pentru susținerea mișcării artistice naționale:
„... Inițiativa privată D-lor, este însă motorul cel mai puternic al progresului societăților moderne; când dară și la noi, pe lângă încurajerile guvernului, am putea să vedem alăturându-se și acelea ale particularilor opulenți? Atunci progresul ar fi și mai repede și esposițiunile noastre ar întruni opere mai capitale și mai numeroase."
Carol I era atras de viața artistică și care urmare, el a vizitat expoziția cu două zile înaintea festivității de premiere împreună cu Theodor Aman și  Petre P. Carp care atunci ministru interimar al Cultelor și Instrucțiunii Publice.
După discursul lui Aman, la ceremonia de premiere a luat cuvântul directorul general al Ministerului - Constantin Esarcu. El a amintit rolul artei în societate și rolul ei de a emoționa și de a înălța spiritul. Esarcu a evidențiat rolul pe care-l joacă anatomia umană ca bază a realismului și a tematicii istorice:
„... Studiul figurei umane, studiul nudului, studiul academic aplicat cu preferință la subiectele istorice, iată ceea ce noi punem mai presus de studiul care dă artistului aceea măestrie în a represinta obiectele plastice ce o observăm în discipolii școalei realiste. De ar lucra artiștii noștri în această direcțiune, museele și monumentele noastre ne vor procura nu numai o plăcere ochiilor, dar vor deveni în acel timp puternice mijloace de instrucțiune și educațiune naționala.”
       Exposițiunea de bele-arte din anul acesta a putut dovedi fiecăruia că, prin perseverență și încurajări, se poate obține, în puțin timp, progrese destul de marcante.
       Aceasta este abia a treia noastră exposițiune artistică. Pe lângă artiștii exposanți de la cele două din urmă exposițiuni, s'a mai adăogat anul acesta, cu un succes einnent, D. Grigorescu, elev al școalei francese, etalând înaintea noastră un gen și o manieră nouă care cu timpul va da resultate fericite în școala română. 
       Un fact măgulitor pentru școala națională de bele-arte din București este că pe lângă progresele școlastice destul de răpezi, formând profesori pentru catedrele de desemn din gymnazii și lycee, a produs încă expozanți în cari, de la primul pas, juriul exposițiunii a găsit cualități demne de a obține medalii.
       După cum vedeți, D-lor, această mișcare în bele-arte din România, s'a efectuat în scurtul interval de cinci sau șase ani, și se poate lesne constata că în nici o ramură nu s'a produs, în un timp așa de scurt, progrese atât însemnate ca acelea obținute în bele-arte: aceasta este încă o probă mai mult despre rudenia noastră cu ginta italiană eminamente artistică.
       România poate privi cu orgoliu și siguranță că spesele făcute cu instituțiunile și încurajările artistice atât de notabile încât, calculând repeziciunea progresului, este în drept a spera la formarea unei școale curat naționale. Inițiativa privată, Domnilor, este însă motorul cel mai puternic al progresului societăților moderne; când dară și la noi pe lângă încurajerile guvernului, am putea să vedem alăturându-se și acelea ale particularilor opulenți? Atunci progresul ar fi și mai repede și exposițiunile noastre ar întruni opere mai capitale și mai numeroase. Desvoltarea gustului în poporul român se simte cu toate acestea în fiecare zi și ne face a crede că patrioții avuți vor contribui serios spre a da o viață mai puternică acestor arte abia născându-se și a face astfel dintrInsele o sorginte de glorie și de avuție națională.
       Pe lângă încurajările guvemului mai adăugăm mulțumire și puternicului stimulent ce a găsit orice talent care s'a ivit pe orizontul român, în glorioasa persoană a Măriei Sale Domnitorului Carol I. Măria Sa în anul acesta, pe lângă mai multe încurajeri, a acordat o bursă din propria sa casetă D-lui Grigorescu, pentru a merge din nou în străinătate.
       Architectura la exposițiunea din anul acesta, mai mult decât la exposițiunile din trecut, a putut pune în privirea vizitatorului proiecte de o mare însemnătate, ca dificultate arhitectonică, precum palatul justiției de D. Orescu, decan al facultății de sciințe, și proiectul de hotel [reședință] particular de D. Montureanu care, în ingenioasa sa composițiune, a știut a întruni utilul cu frumosul și a adăugat, pe lângă aceasta și o execuțiune artistică. Să sperăm că în această ramură, neglijată până mai deunăzi la noi, va da resultate fericite atât în întreprinderile de clădiri în Capitală, ce vor purta în viitor un sai de un ordin mai pur, cât și prin proiecte mai numeroase expusc în secțiunea de arhitectură la expozițiunile viitoare.
       Sculptura se prezintă printr-un foarte mic număr de opere în anul acesta însă, din succesele ce vedem și în această ramură la școala de bele-arte, numărul expozanților se va mări în curanz și, unită apoi cu architectura, va putea da în viitor foarte mari resultate în România și complecta astfel dezvoltarea celor trei arte surori, care au făcut gloria atâtor popoare și care pot marca un rol însemnat României în viitor

       (...) Astădi, cu o deosebită satisfacțiune, constatu progresele reali și serinse săvârșite de către artiștii noștri în pictură și architectură. Cându compară cine-va ecsposițiunea anulu acesta cu esposițiunea aniloru trecuți, acestu progresu apare în modulu celu mai manifestu și nu potu de câtu a felicita pe artiștii noștri în pictură și architectură. Cându compară cine-va ecsposițiunea din anulu acesta cu ecsposițiunea anilor trecuți, acestă progresu apare în modulu celu mai manifestu și nu potu de câtu a felicita pe artiștii canri prin talentulu și operile loru, ne permitu a constata unu asemenea resultatu.
       Dacă însă unu mare progresu există, acestu progresu, trebue s'o mărturisimu, este mărginitu mai cu samă în esecuțiune.
       Esecuțiunea, d-loru, este făru îndoelu, o parte importantă în artă, ea nu este însă partea esențială. Nu este destulu a representa cu măestrie objectele plastice cari măgulescu vederea, nu este destulu a le da o realitate frapantă printr'o esecuțiune care să încânte privirile. Opere de artă trebue să ținteze la composițiune, trebue să represinte o idee, să esprime unu sentimentu care să se adresede spiritului, să vorbescu inteligenței sau să emoționeze anima. Cu acestu prețu numai arta se ridică la înălțimile de unde ea pote să'și reserve cu bine-facere radele sale de idealu, rade cari înalță, încântă, luminedă, înobilesce, emoționedă sufletulu umanu. Cu acestu condițiune arta'și îndeplinesce marele său rolu și este într'adevăru moralisatore, eminamente civilisatrice.
       Acesta este idea, d-loru; acestu este factulu pe care artistulu nu trebue a'lu perde din vedere.
       Acesta este învățământulu ce resultu din studiulu istoriei mariloru epoci artistice în cari belele-arte au jucatu unu rolu însemnatu vieța națiuniloru. Secoluru lui Pericles în Grecia, secolul lui Leon al X în Italia, secolulu lui Ludovicu XIV în Francia voru ocupa unu loculu eternulu nemuritoru, în istoria umanității pentru că artiștii aceloru epoci au fostu dominați de acestu mare adevăru și au căutatu ca operile loru să fie unu reflectatu al ideiloru, alu, sentimenteloru, alu pasiuniloru, al speranțeloru, alu temeriloru, alu ilusioniloru, alul emoțiunilor de cari era pătrunsu sufletulu loru, ce era elu însuși un ecko alu sufleteloru contemporanilor loru.
       Figura umană cu maestatea și frumuseție sa, cu espresiunea simțeminteloru și pasiuniloru umane, etă ce domină în operile de artă a aceloru mari epoci. Cine încă pentru aceia cari au studiatu câtu de pucinu aceste epoci nu are memoria splendidu iluminatu de acele splendide și gloricise nudități ale corpului umanu?
       Etă, exemple, ce trebuescu imitate de către artiștii noștri, etu, dacă nu ne înșelămu direcțiunea ce ei trebuescă a da lucruriloru, loru.
       Studiulu figurei umane, studiulu nudului, studiulu academic aplicatu cu preferință la subjectele istorice, etu cea ce noi punemu mai presusu de studiulu care dă artistului acea măestrie în a represinta objectele plastice ce o observămu în disciplolii școlei realiste.
       De ar lucra artiștii noștri în acestu direcțiune, museele și monumentele nostre ne voru procura nu numai o plăcere ochiloru, daru voru deveni în acelu timpu puternice mijloce de instrucțiune și educațiune națională.
       Ori-cine a studiatu cu ore care atențiune istoria poporeloru ce au jucatu unu rolu în umanitate, a pututu lesne a se convinge că unulu din principiile cele mai eficace de educațiune alu vieței loru naționale era arta astu-felu înțelesu. (...)
       Încă o dată în acestă sensu aru fi de doritu ca artiștii noștri să'și îndrepteze talentulu și sciința loru. Și fiindcă că, d-loră, printre exposanții anului acesta nu suntu numai maeștrii consumați ci încă juni artiști ce debutăză, mi voiă permite a'i consilia să se ferească de succesele ce se dobandescă cu înlesnire, să se ferescu mai cu samă la începutulu carierei loru artistice de acea facilitate care concipe și esecută rapide.
       Căutați, voiu dice, împreună cu unu mare scriitoriu, a face cu dificultate lucrurile cari pară cele mai lesne, ca să puteți face într'o di cu înlesnire lucrurile cele mai grele.
       Terminându, d-lorii, fie'mi permisă a arunca o privire către viitoriu și a exprima speranța și a avea convincțiunea că națiunea nostră, sorele acelei națiuni italiene eminamente artistice, este chiematu și ea a se ilustra prin operi de artă și a avea unu mare viitoru artistică. Guvernulu Măriei Sale Carol I va sci totă d'a - usa a acorda arteloru acea protecțiune, acea încuragiare, acea susținere ce pote contribui atâtu de puternicu spre a da unu avăntu splendidu beleloru-arte și, sub o augustu protecțiune, numărulu artiștiloru eminenți va cresce din di în di mai multu spre a mări splendorei naționale. 

## Achiziții

### Achizițiile statului
Juriul manifestării a propus achiziționarea de către stat a următoarelor lucrări:
1. Teleleici vânzând bijuterii într-un harem a lui Theodor Aman. Prețul de achiziție a tabloului nu a fost menționat. În procesul verbal al ședinței era însă specificat că „... Juriul informându-se apoi că prețul ce Domnu Aman cere pentru Tabloul său este ridicat pentru mijloacele de care dispune Ministerul în anul acesta ca să dea operelor de Artă, a exprimat dorința d'a se înlocui cumpărarea menționatului Tablou cu a Tabloului Vlad Țepeș (Bătălia cu facle) care a și fost espus la o esposițiune anterioară și a cărui cumpărare ar fi mult mai avantajoasă pentru Museu ca un Tablou istoric, cu 3000 lei.”.

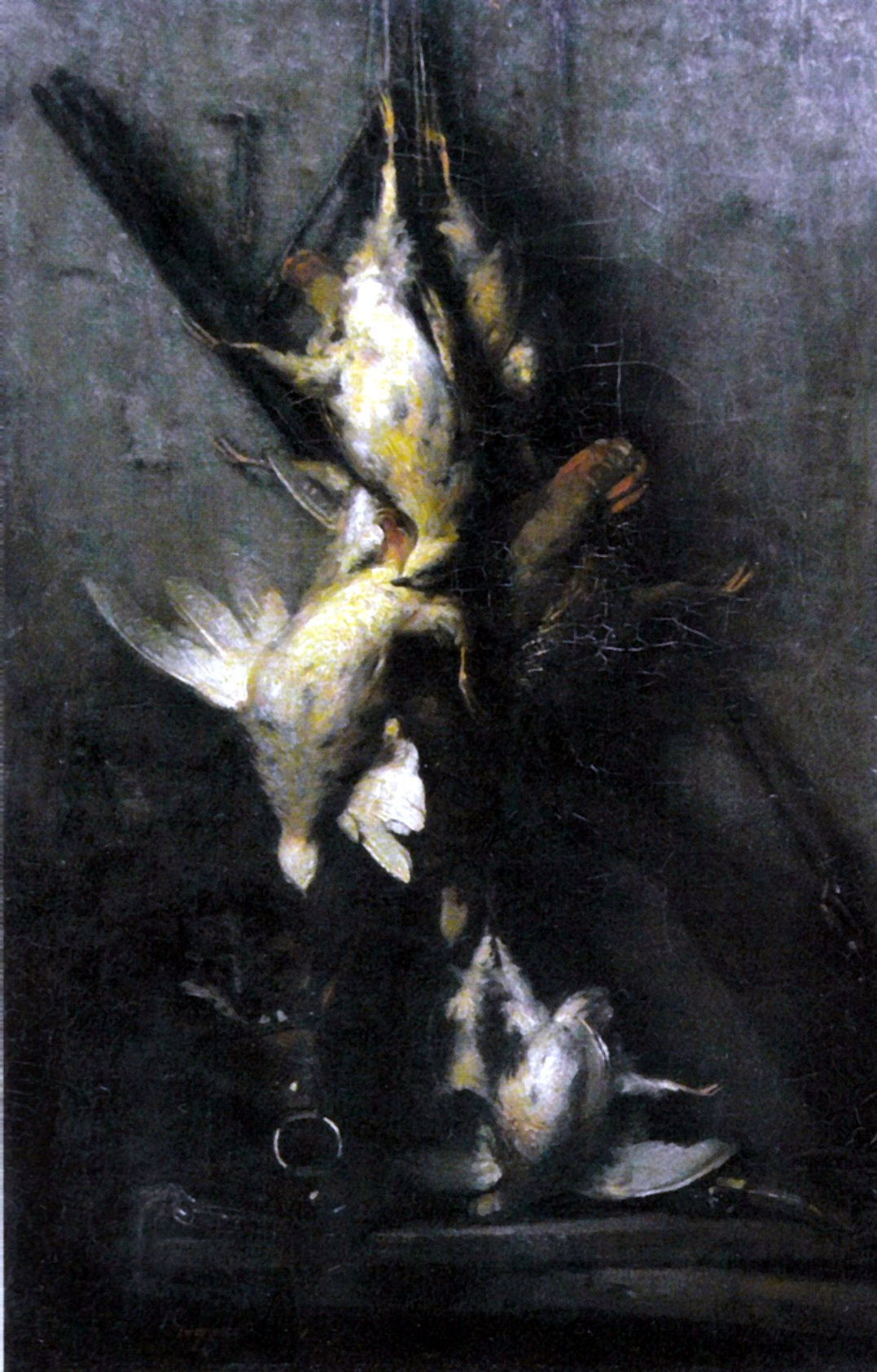
Potârnichi și prepelițe - de Nicolae Grigorescu

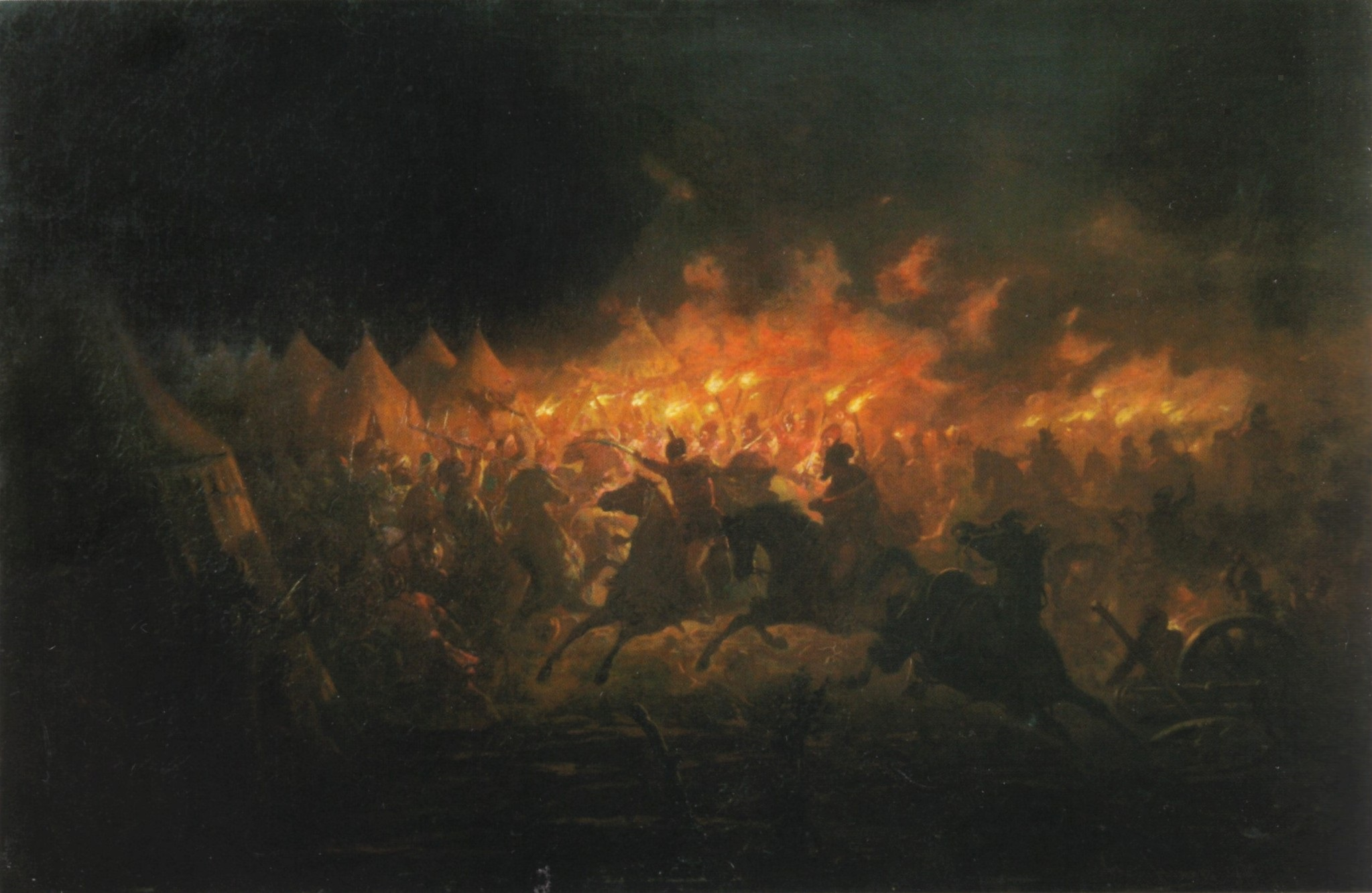
Bătălia cu facle a lui Vlad Țepeș

Cum tematica istorică a fost practic inexistentă la această expoziție, exceptând tabloul lui Constantin Lecca intitulat Bătălia de la Călugăreni, era de presupus ca membrii juriului să propună achiziționarea acestuia din urmă pentru Pinacotecă. Theodor Aman aflându-se în juriu și fiind informat că bugetul de achiziții al Ministerului nu era prea mare, a făcut o adresă pe data de 6 iulie 1870 prin care a anunțat că poate vinde lucrarea evaluată la 3000 de lei cu doar 2475 de lei, adică exact suma care era disponibilă. Ca urmare, Bătălia cu facle a lui Vlad Țepeș a fost cumpărat, Aman fiind invitat să-l depună la Pinacotecă. Din cauză că întreg bugetul a fost dat pentru lucrarea lui Aman, cele două tablouri ale lui Gheorghe Tattarescu și Nicolae Grigorescu urmau să fie cumpărate de către stat la o dată ulterioară. Conform datelor de arhivă rezultă că pictura lui Aman nu a fost plătită în anul 1870. Există mențiuni documentare prin care tabloul lui Aman nu a fost cumpărat până la urmă de către stat.
2. Potârnichi și prepelițe a lui Nicolae Grigorescu cu 1500 de franci. După un an de la închiderea Expoziției artiștilor în viață din anul 1870, Theodor Aman prin adresa nr. 17 din ziua de 12 aprilie 1871, a amintit Ministrului Cultelor că în anul precedent au fost propuse pentru achiționare tablourile lui Nicole Grigorescu și Gheorghe Tattarescu. Tot prin acestă adresă, a anunțat că artiștii în cauză vor face petiții ministerului în nume propriu. În data de 3 iunie 1871, Grigorescu a depus o cerere în care a amintit rezultatul deliberării juriului manifestării prin care acesta a decis cumpărarea tabloului său și ca urmare a cerut eliberarea banilor. Ca urmare, Directorul Constantin Esarcu a tărăgănat achitarea sumei cerute. Grigorescu a revenit după o lună de zile, în data de 9 iulie 1871, cu o nouă cerere prin care a cerut suma de 2000 de lei pe lucrare, considerând că suma inițială de 1500 de lei era prea mică și oricum, s-a bazat că fusese uitat cuantumul ei. Mărirea nejustificată a sumei a fost amendată de noul ministru al cultelor - Christian Tell, care a menționat în apostila sa că:
„... Deși juriul academic a prețuit acest tablou cu una mie cinci sute No. 1500 l[ei] n[oi], după cum s-a constatat din priscriptul verbal alăturat la raportul No. 52 al Direcției Pinacotecei din 6 Iuliu 1870, totuși Ministerul intrând în tocmeală de cumpărare a lui cu Dlu Grigorescu na putut obține după toate insistențele alt preț decât cel cerut de suplicant, adică două mii No. 20001.n. cu care preț decidem a se cumpăra pe seama pinacotecei.”
Nicolae Grigorescu a fost anunțat printr-o adresă în ziua de 10 iulie 1871 că achiziționarea a fost aprobată și că este rugat să depună la muzeu lucrarea. Similar a fost anunțat și directorul muzeului - Theodor Aman, că tabloul lui Grigorescu urma să-i fie predat. Astfel, Theodor Aman a anunțat forul tutelar că lucrarea a fost predată și că a trecut-o în inventar cu numărul 99.
3. Agar cu fiul său Ismail în pustiu a lui Gheorghe Tattarescu cu 2400 de franci. În ziua de 19 mai 1871, Gheorghe Tattarescu a făcut o adresă de întâmpinare la Minister pentru soluționarea achiziției decisă cu un an înainte cu ocazia Expoziției artiștilor în viață. Petiția lui Tattarescu are două referate: unul semnat de Constantin Esarcu pentru soluționare și o alta, datată cu 6 noiembrie 1871, ce era semnată de directorul Ghidionescu prin care petiția a fost clasată: „... La dosar pentru că Dlu Tatarescu, n'a convenit a vinde acest tablou pe prețul ce i s'a oferit.” Ca urmare, artistul a fost invitat să-și recupereze lucrarea ce nu a obținut aprobarea pentru a fi cumpărată.

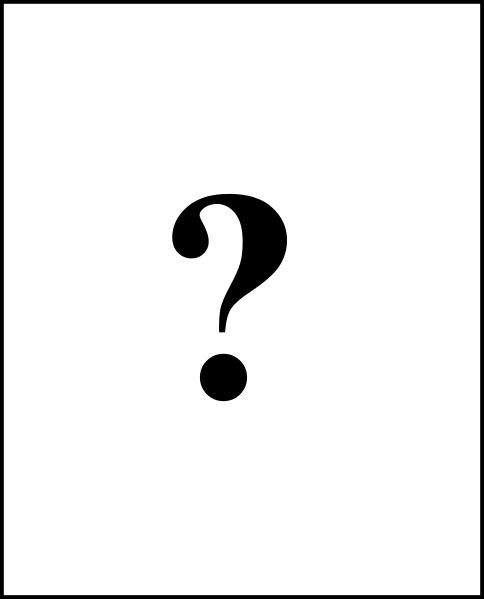
Bătălia de la Călugăreni - de Constantin Lecca - (ajutați Wikipedia și găsiți imaginea)

4. În primăvara anului 1871, Constantin Lecca a oferit lucrarea Bătălia de la Călugăreni pentru a fi achiziționată de către Ministerul Cultelor:
„... Este cunoscut că Istoria se întipăresce mai bine în memoria unui Poporu prin mijlocul Artelor care reproducu faptele gloriose ale Străbunilor. Eu, Domnule Ministru, nu me presintu cu alte titluri, decât cu acela de a fi celu dintîiu Pictoru Românu care s'a ocupatu cu genul Istoricu. Ve rogu dar, Domnule Ministru, ca vechiu Pictoru și Profesoru, se bine voiți a lua în considerație meritele Tabloului ce am onore a Ve presenta, și care representă memorabila Bătălie de la Călugăreni, și a face aquisițiunea Tabloului pentru Pinacoteca Statului. ”
Constantin Esarcu a propus consultarea Comitetului Academic al Școlii de Belle-Arte și l-a însărcinat pe Theodor Aman pentru convocarea acestuia. În ziua de 27 mai 1871, Comitetul Academic a luat hotărârea de cumpărare a lucrării cu suma de 200 de galbeni făcând următoarea motivație: „... tabloul este unul dintre puținele opere originale ce s'a făcut de Artiștii Romăni” și că acesta „... prezintă, prin subiectul său Istoric și prin esactitatea costumelor, un interes pentru Museul nostru tradițional.”
Avizul dat de către Comitet nu a fost suficient, astfel încât Comitetul Permanent al Instrucțiunii Publice a făcut o notă prin care a specificat ce sume poate da pentru achiziții: 1. Agar în pustiu pentru 70 galbeni; 2. Mihai Viteazul la Călugăreni pentru 85 galbeni; 3. Procesiunea înmormântării Mintuitorului pentru 120 galbeni. În data de 4 noiembrie, pictura lui Constantin Lecca a fost cumpărată cu acceptul autorului pentru suma de 80 de galbeni. Conform unei adrese nr. 68/6 noiembrie 1871 s-a confirmat primirea picturii lui Lecca, lucrare care a intrat ca exponat al muzeului cu nr. 107.

### Achiziții private
1. Ca urmare a Expoziției artiștilor în viață din anul 1870, Eforia Spitalelor Civile, căreia îi aparținea de fapt Portretul marelui ban Năsturel Herescu, i-a comandat lui Nicolae Grigorescu încă două portrete unor filantropi Ghiculești ai Eforiei: portretul lui Grigore I Ghica și Grigore al IV-lea Ghica.

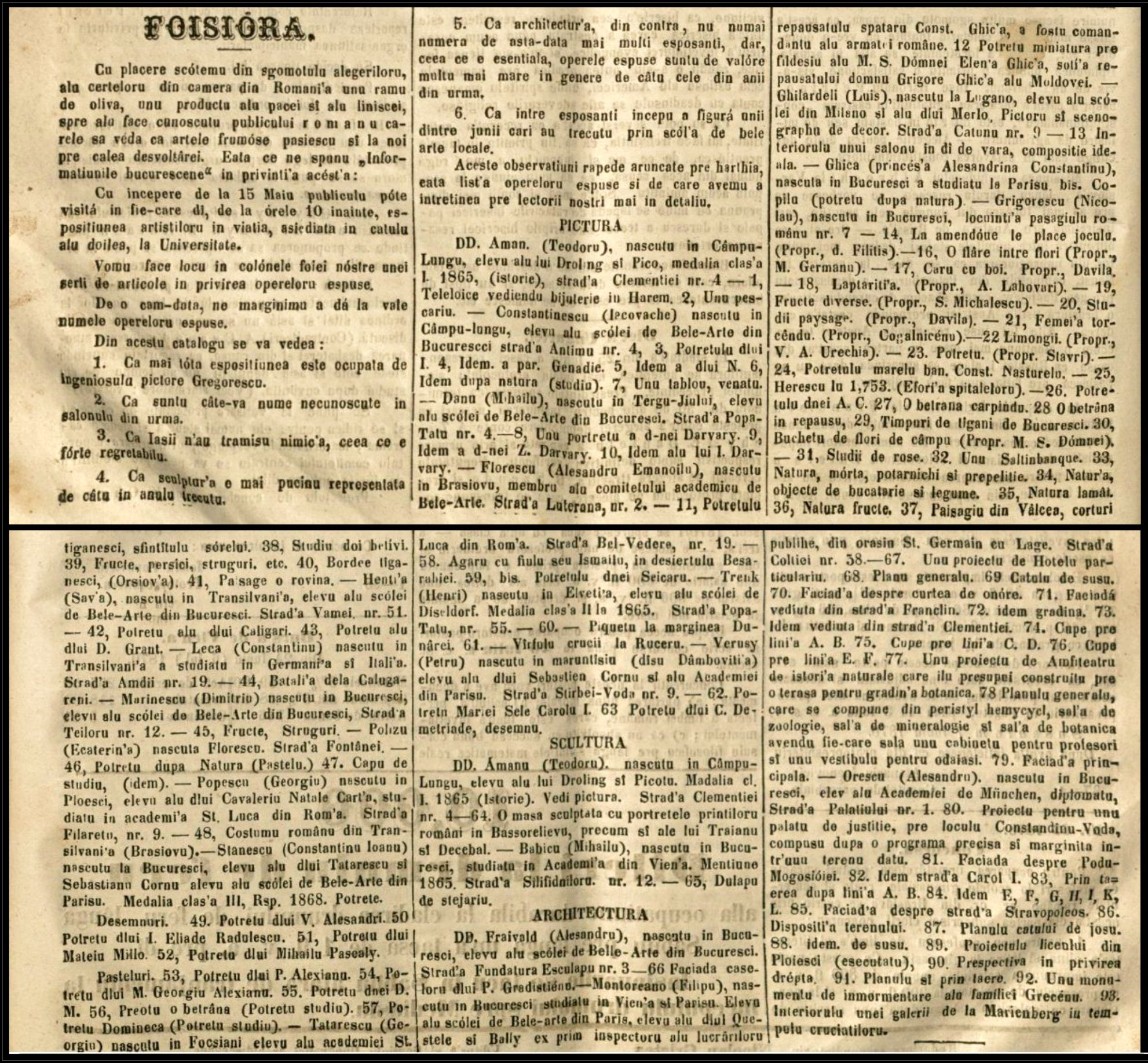
Anunţul expoziţiei cu lucrările care s-au expus - Telegraful român din 25 iunie 1870

2. Pictura O floare între flori a fost achiziționată de Menelas Ghermani din vitrina lui Alexius Gebauer. În anul 1962, tabloul se afla la Muzeul Memorial „Nicolae Grigorescu” de la Câmpina. Astăzi, el se află la Muzeul Național de Artă al României.
Tabloul a participat în octombrie 2011 - ianuarie 2012 la Expoziția monografică Nicolae Grigorescu - L'Age de l'Impressionnisme en Roumanie. Nicolae Grigorescu (1838-1907) la Hôtel de Ville din Bruxelles.
3. Tabloul Lăptăreasa a fost cumpărat de N. Lahovari, Ministru de Justiție, din vitrina magazinului lui Alexius Gebauer[A]. Există descrierea în amănunt a lucrării făcute de Sava Șoimescu: „... Fata era rezemată de un mur... îmbrobodită la cap, încinsă cu un șorț, ținând mâinile în scurteica îmblănită cu pisică neagră... (având în prejmă, n.r.) o oală acoperită de o groasă pânză (cu) litru de tinichea purtând pe margini urme de lapte”. Inedit, fata este plasată într-un peisaj de iarnă. În anul 1962 nu se mai știa nimic despre acest tablou.
4. O țărancă torcând intitulată și O femeie torcând a fost în colecția lui Mihail Kogălniceanu în anul 1870. În anul 1962 se afla într-o colecție particulară și purta numele de Veruța din Dragoslavele. Tabloul corespunde cu descrierea pe care a făcut-o Sava Șoimescu.
5. V.A. Urechia a fost autorul unei notițe în care menționa că văzuse el însuși tablourile în atelierul pictorului român. Lucrarea La amândouă le place jocul a fost achiziționat de C. Filitti. Ea a participat la Expoziția artiștilor în viață  din anul 1870 și ulterior, în anul 1957, la Expoziția retrospectivă dedicată împlinirii a 50 de ani de la decesul artistului.

## Decontări financiare
În ziua de 15 iulie 1870, Theodor Aman a solicitat Ministerului să-i deconteze suma de 38 de lei folosiți pentru tipărirea diplomelor de premiere. A prezentat de asemenea situația cataloagelor: 25 au fost date ministerului, 48 au fost date gratuit elevilor Școlii de Belle-Arte și expozanților, 175 au fost vândute cu 50 de bani exemplarul și au mai rămas 48 de bucăți. Beneficiul rezultat din vânzarea cataloagelor a fost de 89 de lei și 50 de bani.
Aman a făcut și lista cheltuielilor care s-au făcut pentru organizarea expoziției. Totalul cheltuielilor s-au ridicat la 179 de lei și 38 de bani. În această sumă au fost incluse și cheltuielile cu consumabilele - 40 de șuruburi, 46 de belciuge, sfoară subțire și groasă, 50 de recipise ce au fost date artiștilor la predarea de lucrări sau pentru activițățile de întreținere a spațiului expozițional. A mai fost menționată și o tablă de 2/2 stânjeni lungime și 1/2 stânjeni lățime. Aceasta a jucat rolul de afiș și era pusă la intrarea în sala de expoziție. Pe ea era înscris titlul expoziției și a fost criticată de Iacob Negruzzi în paginile revistei Convorbiri literare de la Iași:
„... Deasupra micii galerii de tablouri din Academia din București se citește titlul pompos: Esposițiunea artiștilor în viață. Nu s'ar crede după această firmă că în șir de secole provinciile Române au avut pictori și sculptori vestiți că în academia de București se expun numai operele artiștilor ce trăiesc încă, pentru a se putea judeca dacă ei au urmat, ajuns sau întrecut pe nemuritorii lor predecesori ? Așa însă iubește generațiunea presentă impodobi cu titluri și numiri strălucite niște mici merite îndoielnice și oricât ar protesta foaia noastră contra acestin abuz, el își urmează calea cu o consecvență imperturbabilă. Ce am crede noi despre cei bătrâni când, expunând niște icoane de altar nou zugrăvite, ar fi zise că fac o esposițiune a artiștilor în viață? ce vor zice urmașii noștri despre noi? (...)”

## Analiza critică

Cronicari, critici și istorici de artă care au comentat Expoziția artiștilor în viață din anul 1870
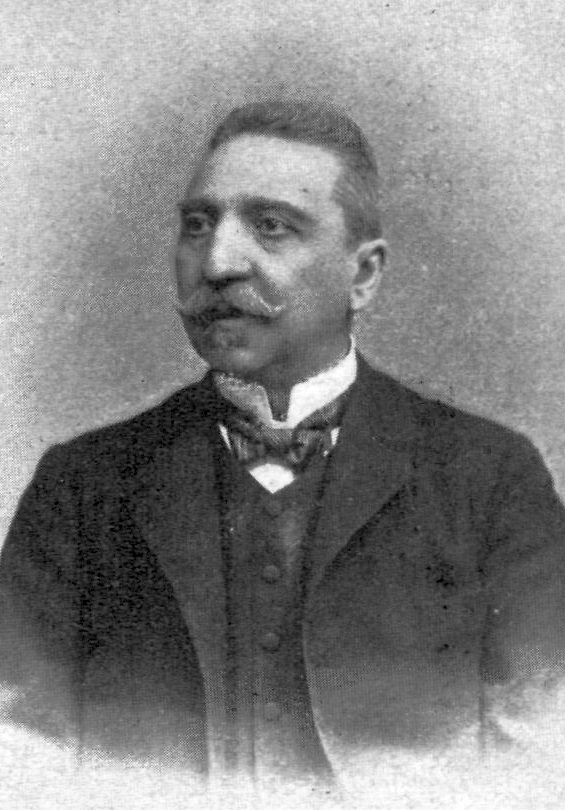
Iacob Negruzzi
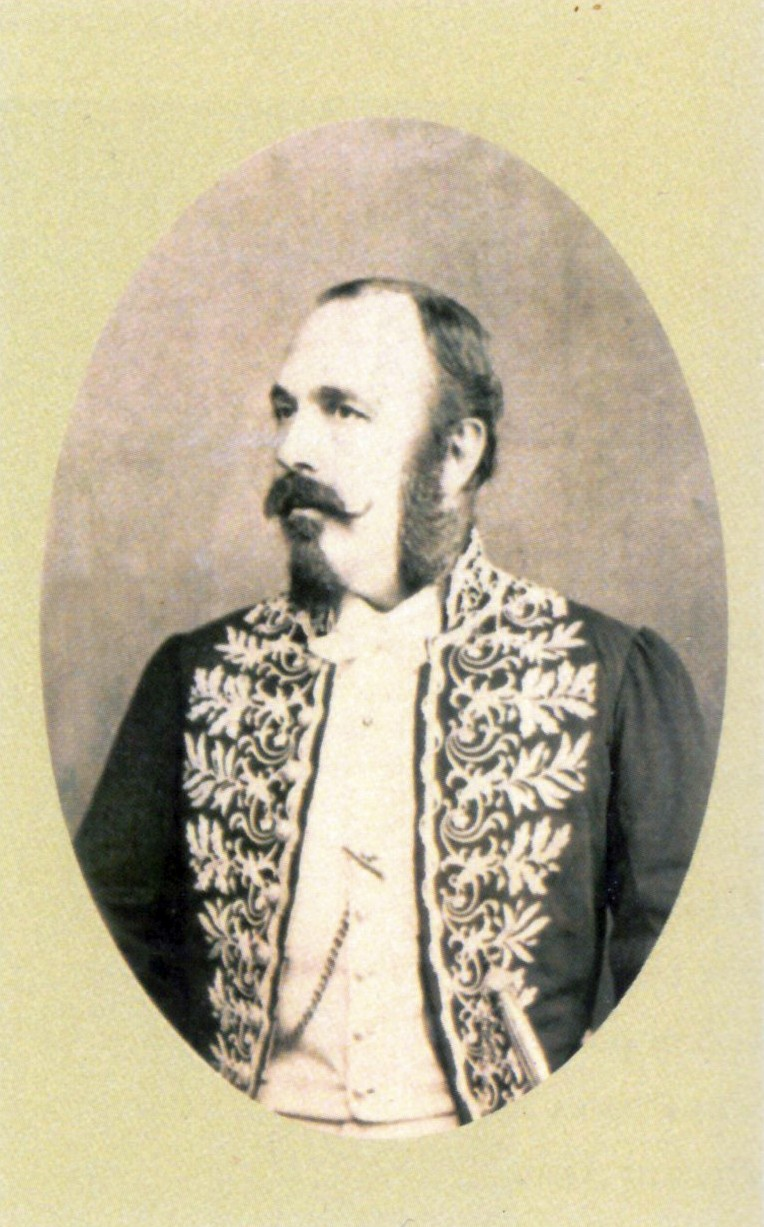
Alexandru Lăzărescu
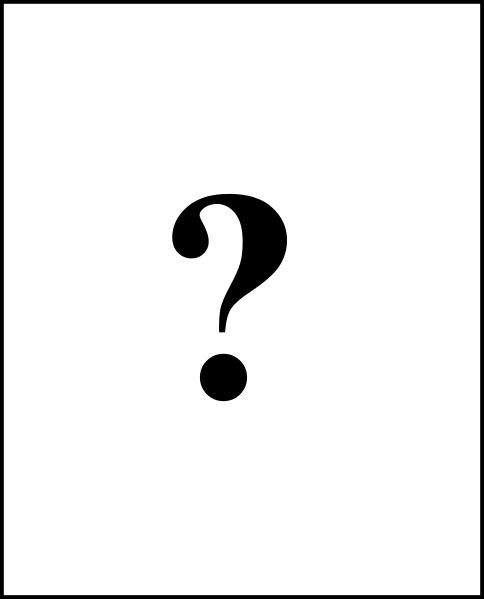
Ange Pechméja - (ajutaţi Wikipedia şi găsiţi imaginea)
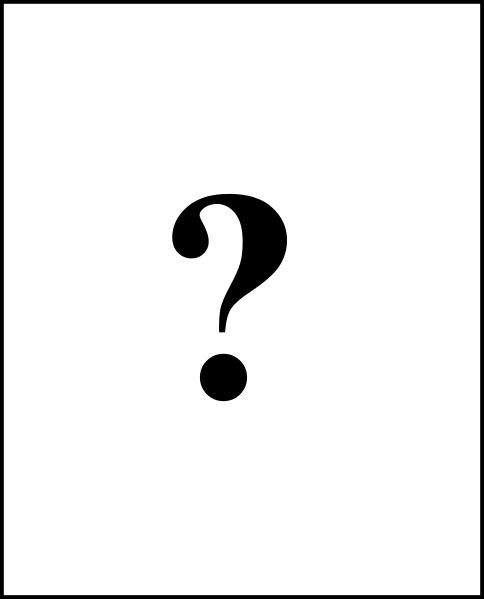
Savva Şoimescu
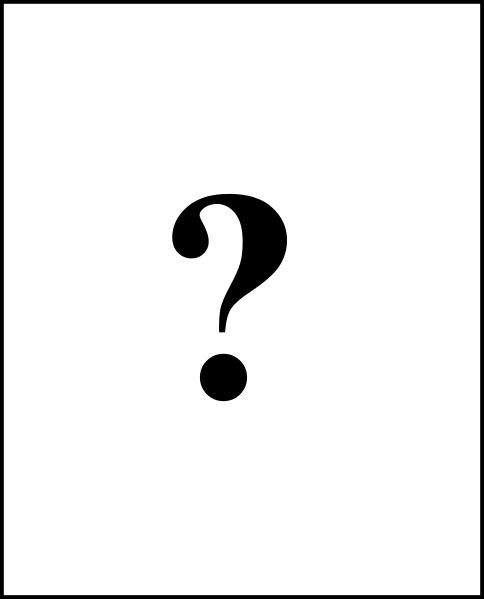
Barbu Brezianu
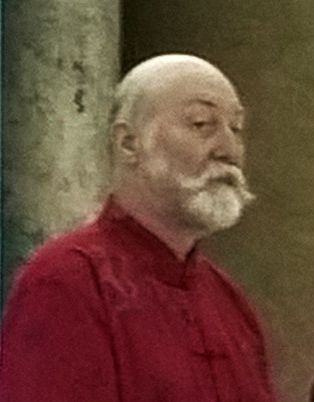
Adrian-Silvan Ionescu

### Reverberațiile critice ale momentului

#### Negativismul lui Iacob Negruzzi
Cu ocazia expoziției au apărut și comentariile și criticile în presa acelor vremuri. Iacob Negruzzi a scris în paginile revistei Convorbiri literare de la Iași un articol total defavorabil manifestării expoziționale bucureștene din acel an. Astfel, el nu a găsit nicio lucrare care să corespundă unor înalte cerințe de calitate pe care o operă ar trebui s-o aibe. El a găsit fiecărui artist un cusur, astfel tabloul lui Theodor Aman intitulat Teleleici vânzând bijuterii într-un harem, personajele figurate i s-au părut inexpresive, stereotipe și reci, eclerajul defectuos și întreaga compoziție i s-a părut neterminată. Tabloul Pescarul de același autor, l-a considerat „mai slab încă în idee și în formă”, el având un fod incert astfel încât nu se poate distinge dacă este reprezentată acolo o casă sau o stâncă și „umbrele sunt greșite”. În mod similar pionierilor cronicii plastice din acele timpuri, Negruzzi era adeptul mimesis-ului nealterat neputându-se detașa de subiect, de veridicitatea și recognoscitabilitatea elementelor de compoziție. Din aceste motive, dacă un personaj sau obiect nu are trăsături comune cu modelele din natură, lucrarea de artă nu este reușită și artistul trebuia criticat. Cronicarii nu puteau înțelege în acea epocă licențele artistice și se așteptau ca rezultatul creației lor să fie o reproducere fidelă a realității.

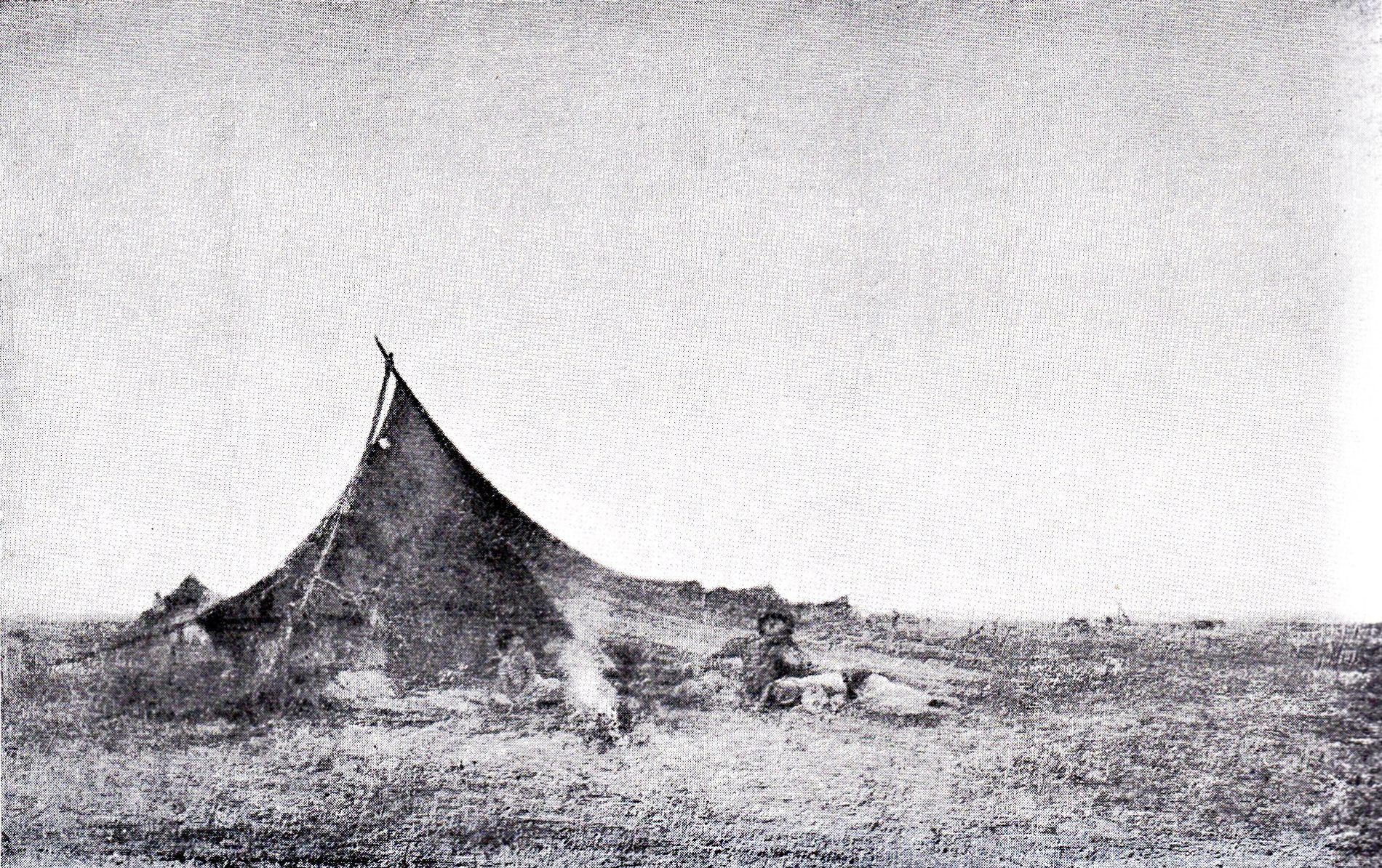
Corturile de țigani la apusul soarelui - de Nicolae Grigorescu

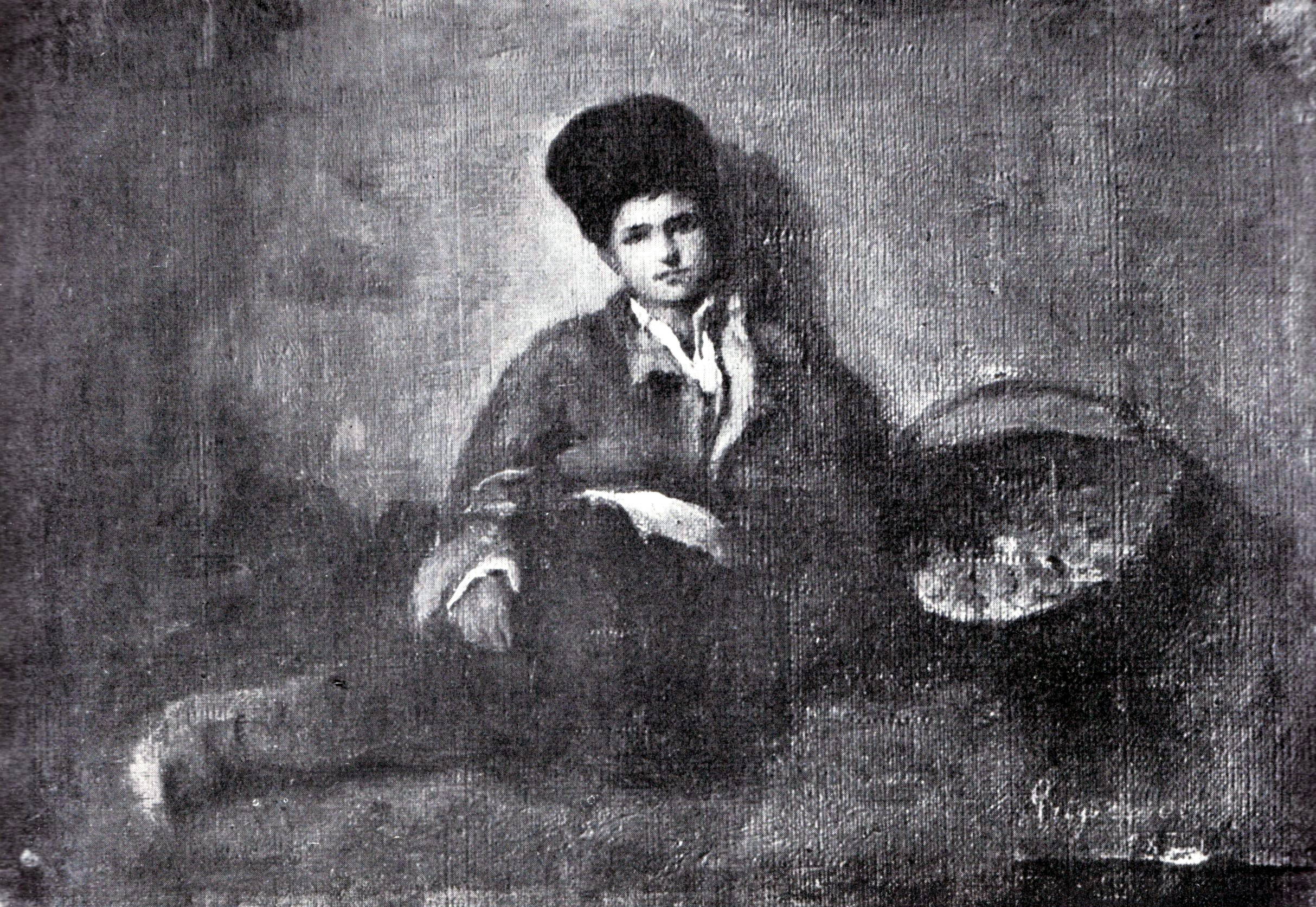
Limonagiul - de Nicolae Grigorescu

Negruzzi a împărțit cu mare generozitate săgețile sale otrăvite tuturor participanților la expoziție. Până și lui Constantin I. Stăncescu i-a făcut comentarii defavorabile considerând că toate portretele desenate de către acesta au fost „bine executate” dar „altă valoare artistică nu trebuie căutată la ele”. Constantin Lecca a expus un „tablou mai vechi, cunoscut demult” - Bătălia de la Călugăreni, și meritul „... a fost contestat chiar de aceia care la un tablou caută mai mult Românismul decât arta” și de aceea Negruzzi a fost decis să-l treacă sub tăcere. Opinia sa în acest caz a intrat în conflict cu cea a lui Constantin Esarcu care în discursul său a îndemnat artiștii să abordeze tematica istorică, tocmai pentru a îmbogăți fondurile de lucrări educative ale muzeelor, adică de stimula tocmai românismul criticat cu atâta aplomb de Negruzzi. Pe de altă parte, Bătălia de la Călugăreni a fost criticată vehement într-un mod similar lucrărilor lui Theodor Aman.
Pe ceilalți - Ecaterina Polizu, Demetriu Marinescu, Sava Henția, Iacovache Constantinescu, Petru Verussi, Alexandru Emanoil Florescu și  Mihail Dan, Negruzzi i-a pomenit ca un grup care a făcut „... portrete și desenuri, unele mai bine altele mai puțin bine executate”. Peisajele lui Henric Trenk aveau „merite relative” și paradoxal, Gheorghe Tattarescu a fost agreat și chiar lăudat cu pictura Agar cu fiul său Ismail în deșert spunând că „... pustiul, figurele, espresiunea, gruparea, toate sunt bune”, chiar dacă se vede un copil cu un cap cam mare, culoriile prea țipătoare și contrastul mult prea puternic. Cu tot acest comentariu dubitativ, Negruzzi a opinat că pictura lui Tattarescu a fost singura care a adus o ideatică solidă fapt care l-a făcut să fie dispus să ignore toate defectele: „... peste asemenea greșeli de formă îți e posibil a trece mai ușor când te găsești în față cu o idee lucru ce, în toate tablourile ce am menționat pân acum s'ar căuta în zadar”.
Comentariile critice vis-a-vis de picturile lui Nicolae Grigorescu le-a lăsat spre sfârșitul articolului. Toate lucrările acestuia le-a considerat neterminate cu toate că-l cunoștea pe pictor de pe vremea când acesta picta la Mănăstirea Agapia și mai apoi cu ocazia Expoziției Universale din anul 1867 de la Paris. Negruzzi nu s-a sfiit să-i dea lui Grigorescu sfaturi:
„... Dintre tablourile D-lui Grigorescu acelea de genere ne par preferabile și socotim că la acestea ar trebui pictorul să se afle mai cu seamă. Florile sale lăudate și premiate nu ne-au plăcut. Buchetul de flori de câmp atât de lăudat, nu e bine: florile sunt șterse și mai cu seamă acelea din vârf nu sunt decât pete albe. Altul representând fructe, piersici, struguri, ar fi bine în grupare și în colori, însă nu e isprăvit - păcatul generației. (...) Marele ban Constantin Năsturel ar fi prea bine dar și aici șalul cu cari e încins nu e isprăvit în detaliu... Adevăratul tărâm al D-lui Grigorescu ne pare a fi așa-numitul genre. Femeea care toarce e bine fără contestare. Carul cu boi asemenea. Privind tabloul îți este ca cum ai ceti un pastel de al lui Alecsandri: natura ți se presintă ochilor cu toată realitatea ei, ce-i drept nu așa cum o vede ochiul omului fără închipuire sau fără păsare, dar cum o adâncește privirea mai pătrunzătoare a artistului.”
Iacob Negruzzi a încheiat articolul critic cu comenatrii pe un ton superior și disprețuitor, adevărate remarci satirice la adresa tuturor expozanților spunând că „Începutul galeriei e mic, dar e un început”. Parafrazând discursul ministrului de la ediția precedntă a expoziției prin care s-a menționat că numele „Amanilor, Tătăreștilor și Lecilor vor rămâne consemnate în istoria artei naționale”, el a contraatacat „... Cu asemenea cuvinte și asemenea comparațiune se strică micii noștri începători, nu se încurajează. Aceste cuvinte dovedesc nu numai lipsă de modestie dar chiar lipsă de pudoare”.
Articolul lui Negruzzi a declanșat reacția lui V.A. Urechia care a publicat un articol în periodicul Informațiunilor Bucureștene din primele zile ale lunii septembrie.
Criticul de artă Adrian-Silvan Ionescu a socotit că toate opiniile negative ale lui Negruzzi au fost rezultatul vastelor cunoștințe plastice și a rafinamentului delicat de care acesta a dat dovadă. În plus, Silvan Ionescu a apreciat că negativismul acestuia a venit și dintr-un sentiment de frustrare cauzat de faptul că la expoziție nu au participat niciunul dintre artiștii plastici din Moldova. Același critic a adus o ipoteză rafinată în susținerea unei astfel de motivații, considerând că Negruzzi a ironizat foarte subtil manifestarea expozițională din titlul cronicii sale spunându-i Esposițiunea artiștilor în viață la București și nu de la București, în sensul că bucureștenii se revendicau a fi doar ei artiști în viață.

#### Aprecierile colocviale ale lui Laerțiu

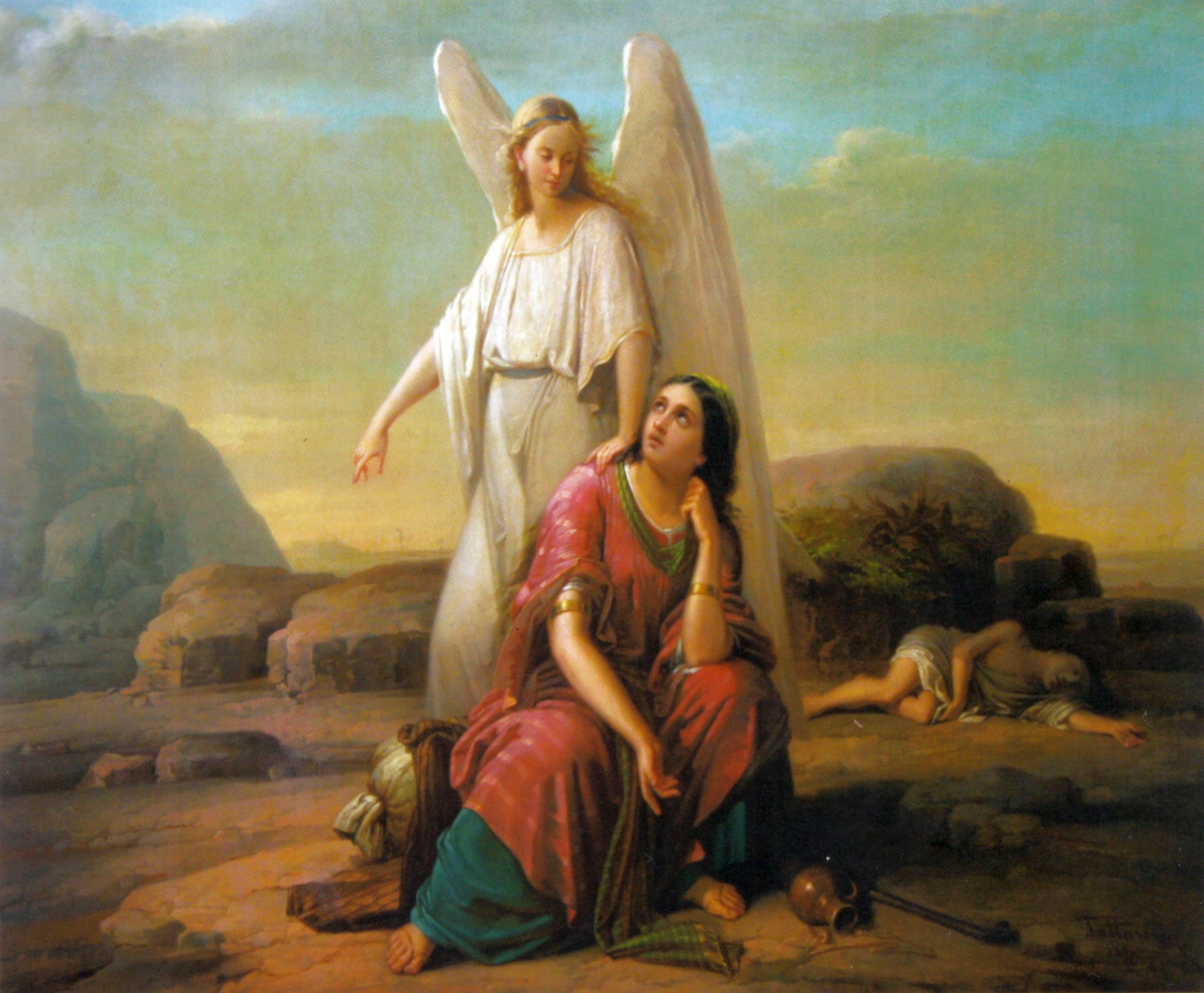
Agar cu fiul său Ismail în deșert - de Gheorghe Tattarescu

Publicistul Alexandru Lăzărescu a semnat sub pseudonimul Laerțiu o lungă cronică plastică care s-a desfășurat în trei numere ale periodicului Informațiunilor Bucureștene. Cronica sa, cu multe divagațiuni descriptive fără a ajunge la profunzimi analitice, era scrisă cu ironii iefitne și sarcasme într-un stil colocvial ca atunci când s-ar adresa ca un conferențiar de catedră unui auditoriu neavizat. Elocvent în acest sens este comentariul referitor la picturile lui Gheorghe Tattarescu despre care zicea că „... toate figurile d-lui Tătărescu respiră aer de smirnă și tămăie, [au] tonul unor sfinte moaște și [în] expresiunea ochilor extazul îngerilor”. Astfel, el a etichetat lucrările ca fiind prea finisate, prealinse, ele fiind doar niște mușamale. Portretul domnitorului Carol I de Petru Verussi, al cărui nume nu-l amintește deoarece nu l-a putut descifra, este „o majestuoasă mușama” și Bătălia de la Călugăreni a lui Constantin Lecca este o „cutezătoare mușana”. Încercând să evite o critică directă, bazată pe o analiză plastică coerentă - de care nu era într-un mod evident capabil, Laerțiu a vrut în opinia lui Silvan Ionescu, să desființeze participanții pe care nu-i agreea.
La capitolul aprecieri pozitive, l-a prețuit pe Iacovache Constantinescu căruia i-a prevăzut o carieră strălucită. Nicolae Grigorescu a fost cel care a primit din partea sa cele mai multe evaluări laudative:
„Ce voiți, domnilor, să vă producă Grigorescu? Portretul figurilor, realitatea fructelor, naivitatea juneței, candoarea copilăriei, aspectul naturei, costume, deprinderi, vicii, natură moartă? Are la dispozițiunea Dv. pentru toate dorințele. Se produce, se variază, se înmulțește sub toate formele și nuanțele.”
Referitor la Portretul marelui ban Năsturel Herescu, acest tablou a fost considerat ca demn de un mare maestru, deoarece el, artistul, era înzestrat cu „... focul geniului”. Afirmația i-a aparținut lui Laerțiu

#### Echilibrul lui Ange Pechméja
Nemaifiind expozant, Ange Pechméja a fost mai echilibrat în comparație cu confrații săi din cronica plastică. El a publicat două articole în revista Les Pays Romain abordând un ton echilibrat fără excese critice. În primul articol a început prin a enumera lucrările care au fost expuse - 100 din care 28 aparțineau lui Nicolae Grigorescu. De fapt, pictorul român avusese doar 26. A început prin a comenta activitatea lui Theodor Aman la care i-a apreciat compoziția și personajele pline de mișcare din harem, obiectând în ceea ce privește desenul și monotonia paletei cauzată de dorința pictorului de a realiza cu lumină difuză, intimitatea și căldura unui interior.
Vis-a-vis de opera lui Constantin I. Stăncescu, Ange Pechméja și-a manifestat rezerva față de tehnica folosită care duce la un aspect trist, uneori chiar lugubru, modelelor, chiar dacă l-a salutat ca pe un maestru al portretelor în cărbune.

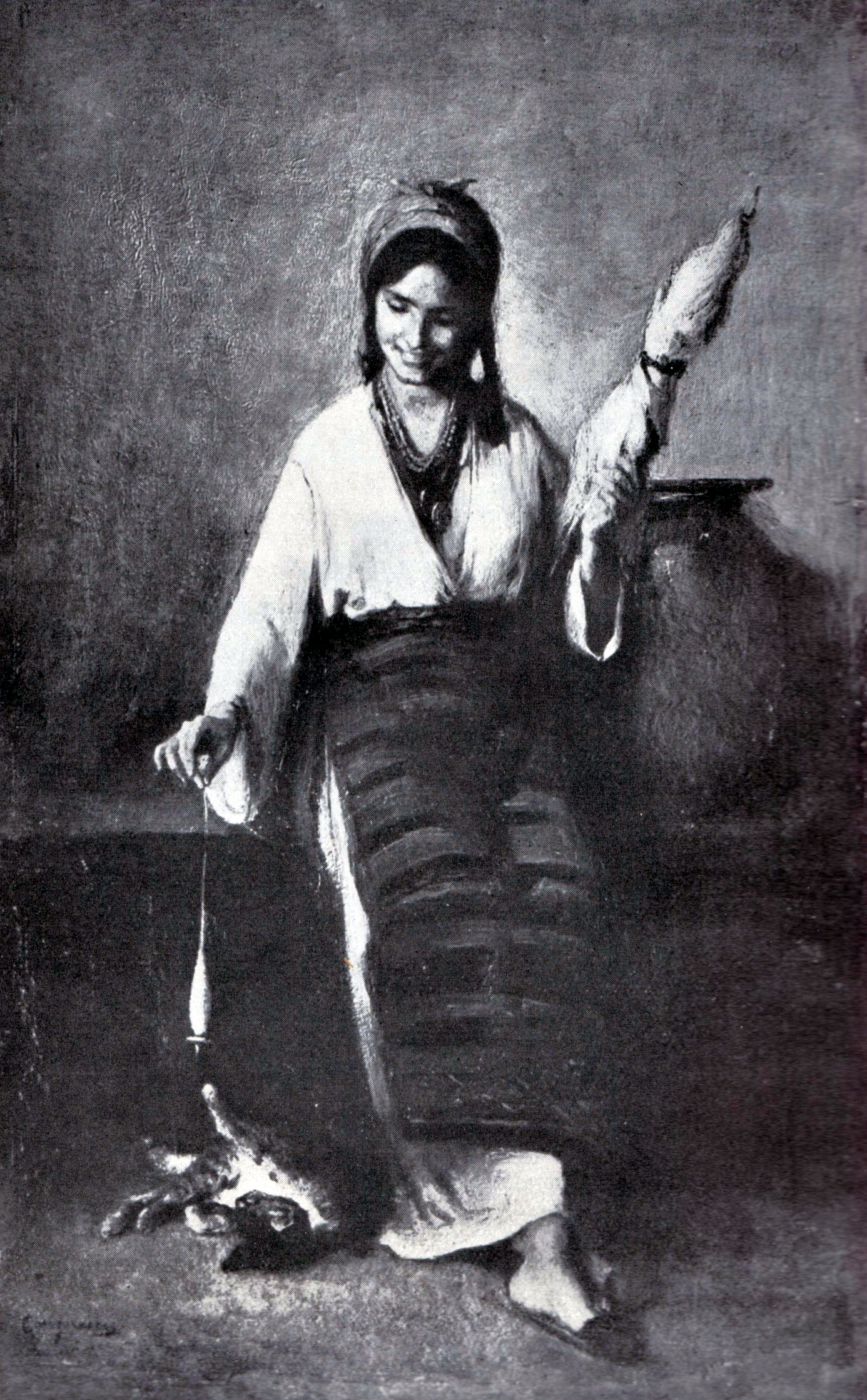
La amândouă le place jocul - de Nicolae Grigorescu

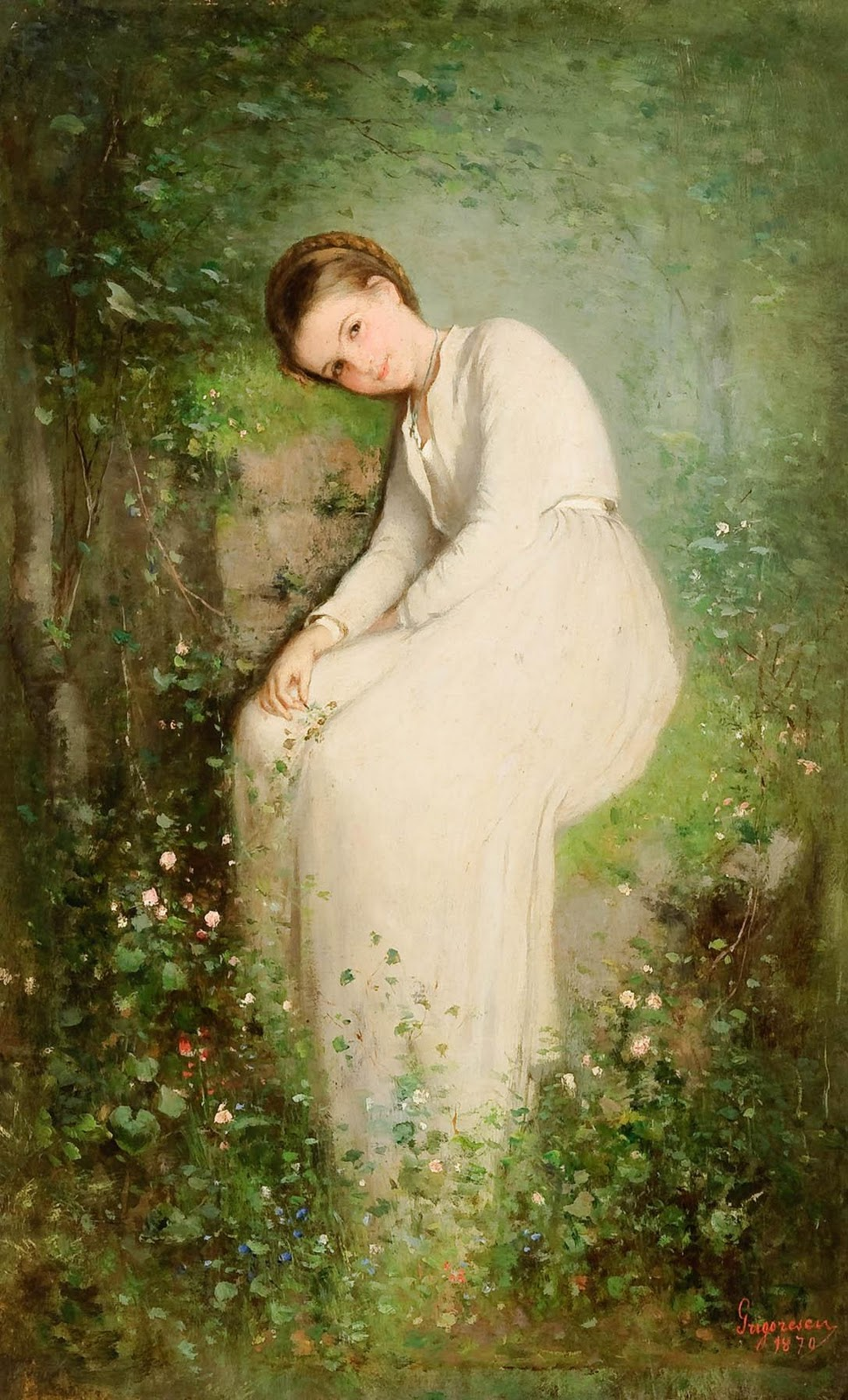
O floare între flori - de Nicolae Grigorescu

Analizând Portretul marelui ban Năsturel Herescu, Pechméja l-a plasat pe Grigorescu printre maeștrii penelului, opinând că această manieră de portretizare amintește de Gustave Courbet și François Bonvin. Ca argumente, el menționează stilul de lucru grosier și brutal care face ca lucrarea să devină plăcută și armonioasă privită de la distanță. Astfel, Ange Pechméja a insistat asupra facturii sale magistrale și a spus că:
„... acest portret este desigur însuflețit de toată viața de care dispune arta. Este executat cu fermitate, cu o siguranță de penel, admirabile. Îndrăzneală, vigoare și soliditate, aceste trei calități eminente se afirmă aici în chip strălucit. Pasta frământată, amintește factura lui Coubert... nimic dulceag, nimic lins, dar nici aproximativ, căci cu toate îndrăznelile penelului, desenul rămâne pur și corect. Văzut prea de aproape, lucrul pare brutal, contextura aspră, dar dacă ne așezăm la distanța voită, toate aceste vehemențe dispar pentru a se contopi într-un efect a cărui armonioasă suavitate nu poate fi comparată, decât cu justețea sa. Accesoriile sunt dispuse și tratate, pentru a pune în valoare esențialul, căruia artistul le-a subordonat în modul cel mai logic. Atitudinea personajului este de o simplitate și de o naturaleță desăvârșită.”
--- Ange Pechméja: Exposition de 1870, București, 1870
Etalându-și cunoștințele teoretice, Pechméja a făcut în articolul său, trimiteri la marii maeștrii din vechime, exprimându-și așteptările ca Nicolae Grigorescu să le folosească lecția. Dacă nu o va face, a atras atenția că abuzează de griul violaceu la reprezentarea carnației și sugerează folosirea tonurilor albăstrui și aurii, așa cum au făcut-o Van Dyck, Rubens, Tițian sau Rembrandt. Cronicarul nu a gasit în expunerea sa de motive doar modele ale Renașterii sau din secolul de aur al picturii olandeze, ci chiar și din epoca modernă, făcând referiri la Diaz de la Pena și Delacroix care au abordat altfel decât Grigorescu figurarea trandafirilor, nu cu variații locale reduse, de la alb cretos la roșu violet sau de la gri la verde tern, ci cu tușe aurii.
Pechméja a etichetat drept „delicate bijuterii ce și-ar avea locul în orice muzeu”, lucrările Torcătoarea, La amândouă le place jocul, Lăptărița, Bătrână în repaos, Micii țigani și Carul cu boi. De asemenea, Pechméja a considerat că Grigorescu a etalat prea multe tablouri și s-a deconcentrat abordând o tematică prea diversă. Trebuia să se concentreze la două-trei compoziții solide și mari. Pentru că picturile pe care Nicolae Grigorescu le-a prezentat la această expoziție i se par a fi doar „măruntișul talentului său”, comentatorul a recomandat pictorului să se dedice în viitor scenelor cu tematică istorică sau a horelor țărănești în stilul petrecerilor lui Teniers. În continuare, a recomandat scenele de interior în clarobscur în maniera lui Rembrandt sau nudurile. Adrian-Silvan Ionescu a fost surprins în analiza pe care a făcut-o periplului cronicilor expoziției de faptul că Pechméja nu a intuit formidabilul potențial creator, precum și noua orientare înnoitoare a artei picturii din România pe care Grigorescu era gata s-o ofere, mergând pe un drum total nou. Prin comentariul său, Pechméja încerca fără să vrea, să-l atragă pe căile mult bătătorite de toți pictorii de până atunci. Astfel, obtuzitatea sa s-a dovedit în final plină de sensibilitate prin sfatul pe care l-a dat:
„... Deci, el [Grigorescu] să nu se calce pe laurii încă discutabili; elogiile pe care le-a primit să nu-i umfle prea tare inima și să se grăbească a-și afirma valoarea într-o operă suficient de mare pentru care întregul său talent are toată libertatea de actiune.”
Ceilalți participanți au beneficiat de aprecieri generoase, într-un mod total diferit față de analizele intolerante cu care Pechméja i-a apostrofat la Expoziția artiștilor în viață din anul 1865.

#### Justețea lui Savva Șoimescu
În revista Presa a apărut un studiu semnat de Savva Șoimescu care s-a întins pe parcursul a șase numere - șase părți. În prima parte a articolului Șoimescu a făcut o disertație apreciabilă despre ingerința elementului politic în viața cotidiană, fapt care a dus la scăderea interesului publicului pentru arte. În a doua parte a evocat pe vechii maeștri și pe protectorii acestora care au contribuit la dezvoltarea plasticii. În disertația sa, Șoimescu a atras atenția asupra greșelii de a se face comparații și legături cu situația artelor în alte țări. Astfel, Savva Șoimescu a fost primul cronicar din acele timpuri care a avut o opinie justă despre modul de înțelegere a operelor de factură locală și nu cu fel și fel de trimiteri spre alte zone ce au tradiții diferite.

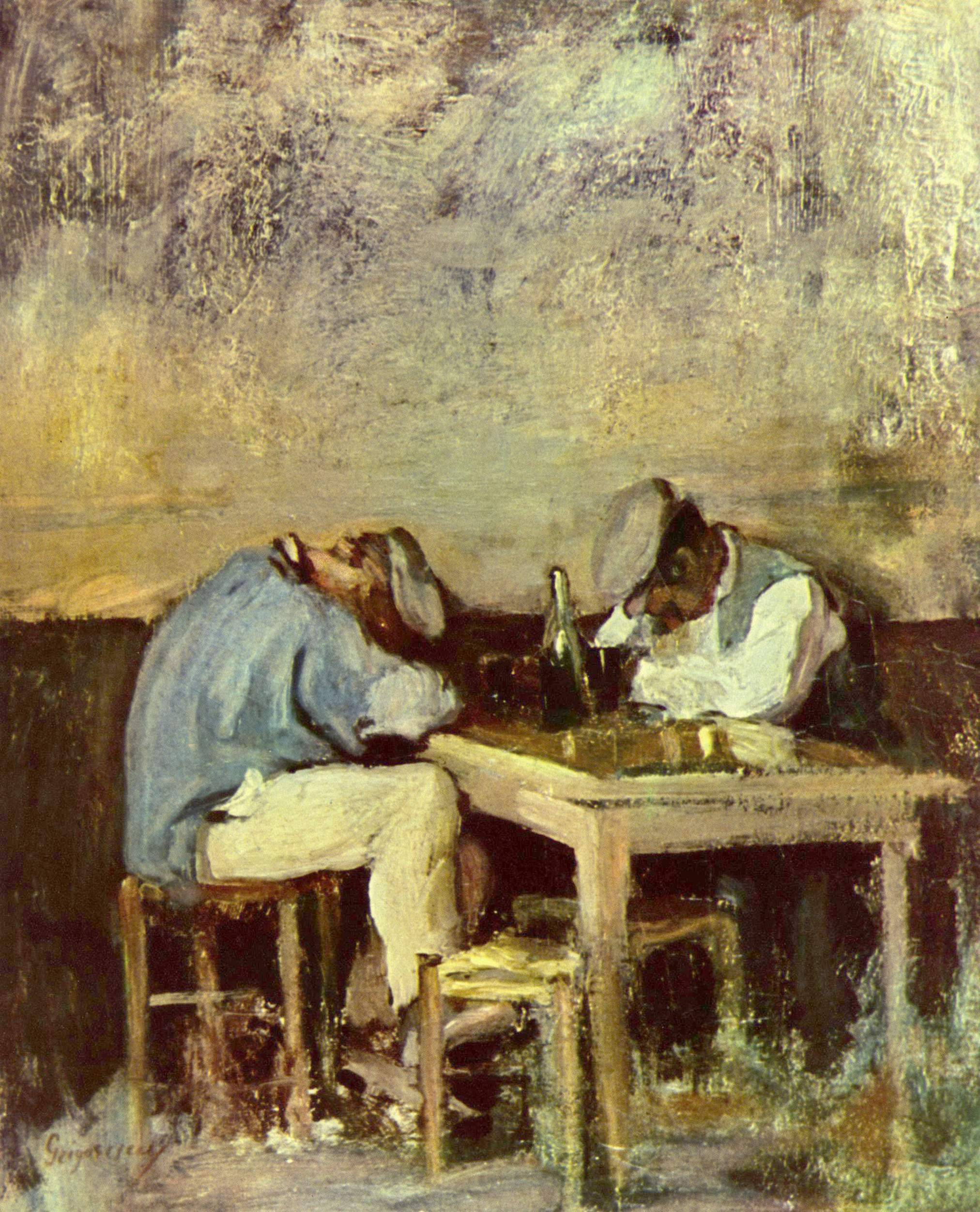
Doi bețivi - de Nicolae Grigorescu

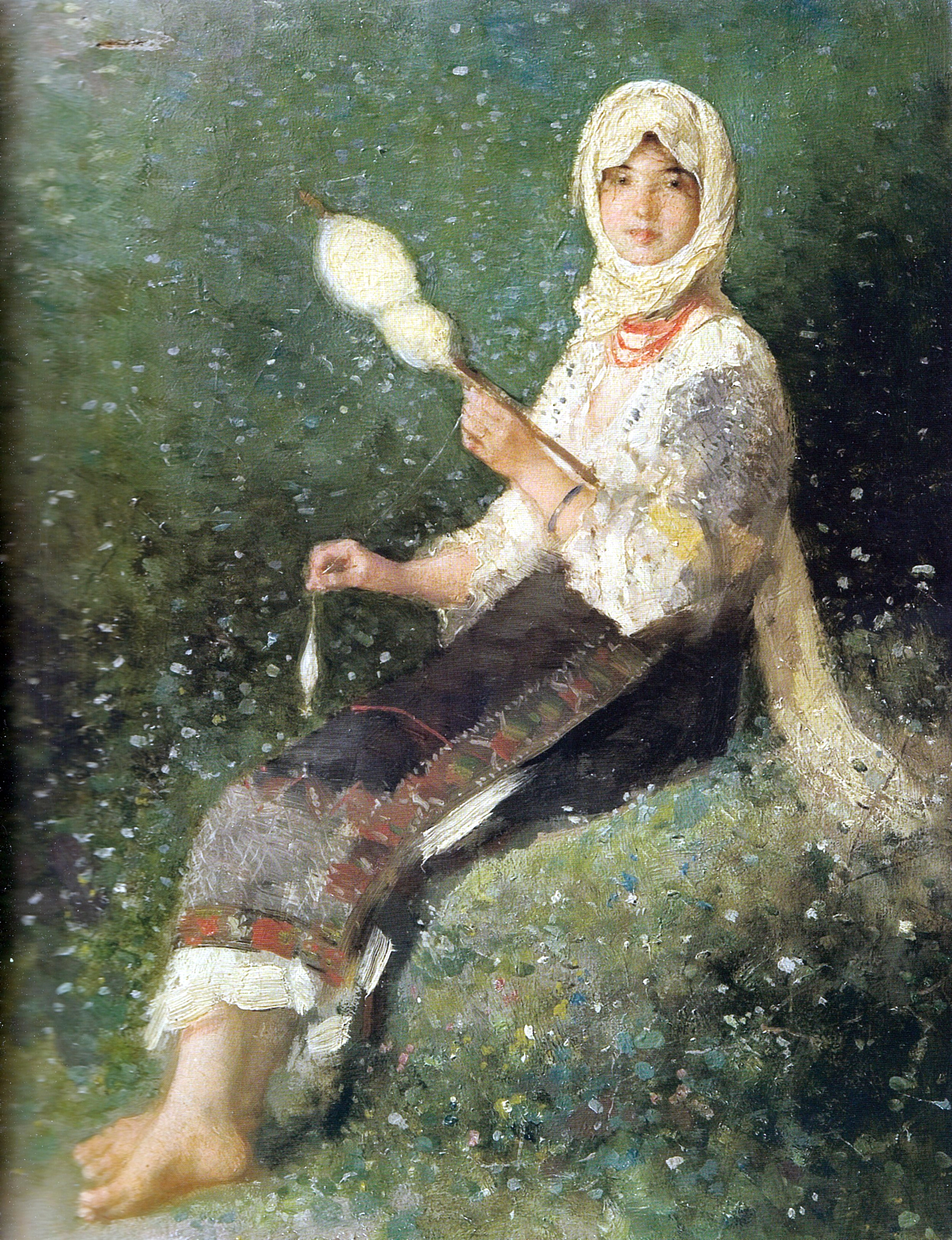
Țărancă torcând - de Nicolae Grigorescu

„... Vom fi departe de a căuta frumosul în operile artiștilor noștri prin comparațiune cu alte opere sau cu cele ce am văzut unii-alții prin străinătate. Nimic mai eronat decât a ne raporta prea mult la cele din străinătate. Chiar esteticește vorbind, frumosul nu se poate căuta prin comparațiune între diversele tablouri, ci după principiile estetice și expresiunea ce fiecare operă are în sine. La noi societatea este jună în privința artelor și gustul frumosului acum începe a se deștepta cu toată aureola sa juvenilă. Fiecare din noi a călătorit mai mult sau mai puțin prin strainătate și a văzut multe. Ca să judecăm însă despre ale noastre treburi să reintrăm în spiritul nostru și să judecăm prin noi înșine, având de conducător numai amorul pur al frumosului și regulele estetice.”
Cronicarul Șoimescu a prezentat și o statistică a manifestării arătând ca au fost prezente 93 de exponate din care  au fost două sculpturi, 28 de proiecte de arhitectură și șaizeci și trei de picturi. În partea a treia a studiului și încă o treime din a patra parte, a comentat într-un mod elogios cele două picturi realizate de către Theodor Aman, apoi tablourile lui Louis Ghilardeli și Iacovache Constantinescu. Cea mai mare parte a din articol l-a consacrat picturilor lui Nicolae Grigorescu manifestând un entuziasm absolut:
„... Talentul și meritele acestui pictor au fost aplaudate de tot publicul care a visitat operele sale, și chiar de bărbați speciali și cunoscători ai artei. Ceea ce ne face să vedem scânteia geniului în acest artist este chiar rapiditatea concepțiunilor sale și abilitatea cu care înhață momentele cele mai fericite ale objectelor naturii. Frăgezimea sentimentelor pe care le traduce cu atâta naturalețe și fidelitate în operele sale, ne face a vedea în acest pictor un elev distins al școalei realiste, care însă nu a uitat farmecul ce dă idealizarea frumuseților naturii.”
Dintre toți expozanții, singurul la care a avut o critică negativă a fost Gheorghe Tattarescu. Astfel, el i-a criticat compoziția insuficient de legată și expresiile nepotrivite ale personajelor figurate.
În cea de a cincea parte a studiului, comentariile critice au vizat secțiunea de sculptură și de arhitectură. Referitor la proiectul pentru casa lui C. Boierescu de pe strada Clemenței, realizat de Filip Montoreanu, a fost descris în amănunțime și a fost considerat ca o contribuție remarcabilă pentru stilul arhitectonic al Bucureștiului. În ultima parte, Șoimescu a elogiat în special proiectul pentru Palatul de Justiție. Concluzia finală a cronicarului a fost că:
„... Din toate cele descrise până aici despre pictură, sculptură și arhitectură resultă că dacă începutul e modest în comparațiune cu alte state, speranța însă în viitor este mare. Gustul bellelor-arte a început a se deștepta și la noi și geniul artistic a se opri în calea noastră și a fi bine primit. Una din probele cele mai evidente este afluența mulțimei vizitatorilor în Sala Universității în curs de o lună neîntreruptă. Fie ca timpul să-și facă datoria și să ne conducă din an în an mai departe pe această frumoasă cale a bellelor-arte care îndulcește năravurile, ascut spiritul și înalță moralul.”

### Critica posterității
În parcursul timpului, mișcării artistice naționale din secolul al XIX-lea nu i s-a stablit un studiu devifinitiv și exhaustiv, cu atât mai puțin manifestărilor expoziționale oficiale cum este Expoziția artiștilor în viață. O încercare de sistematizare pe perioada de 53 de ani de la momentul 1865 când a avut loc prima Expoziție a artiștilor s-a făcut de câțiva cercetători ai Institutului de Istoria Artei, de abia în anul 1980. Cei patru autori de marcă în domeniu au fost Theodor Enescu, Ioana Vlasiu, Carmen Liiceanu și Irina Fortunescu. Aceștia au elaborat documentul, dar acesta nu a văzut lumina tiparului.
În secolul al XX-lea, majoritatea istoricilor de artă, cu puține excepții, au tratat subiectul în comentariile lor marginal, în funcție de obiectivul pe care-l aveau de analizat. Cel mai adesea a fost amintită Expoziția din anul 1865, prima din serie, și rareori pe una din ultimele ce erau mai celebre deoarece erau legate de scandalul secesiunii artiștilor independenți.
George Oprescu a dedicat mai multe paragrafe expozițiilor din 1864 și 1865 în studiul său intitulat Crearea Școalelor de Arte Frumoase în țările române. Tot el, a amintit de cele din 1865 și 1867 (de fapt 1868!), 1870 și despre cele ale Societății Amicilor Bellelor Arte din 1873 în Pictura românească în secolul al XIX-lea.
Despre Expozițiile artiștilor plastici s-a mai vorbit tangențial sau mai pe larg în biografiile pictorilor din acea epocă, în cazul în care au participat sau au câștigat medalii. Un aport important l-a avut Petre Oprea care a scris un studiu despre Cronicari și critici de artă plastică în presa bucureșteană din secolul al XIX-lea.
Articolul de față a fost creat cu preponderență după ultimele studii și documente de arhivă inedite, pe care Adrian-Silvan Ionescu le-a adunat în lucrarea Mișcarea artistică oficială în România secolului al XIX, București, 2008.

#### Barbu Brezianu
Criticul Barbu Brezianu a comentat pe larg atitudinea pe care Constantin I. Stăncescu a avut-o cu ocazia Salonului Oficial de la Ateneul Român din luna februarie 1870. Comentariile lauditative cu conotații de critică de artă autentică pe care Stăncescu le-a făcut cu privire la pictura pe care Nicolae Grigorescu o afișa după sosirea sa de la Paris, au surprins pe majoritatea criticilor și istoricilor de artă din secolul al XX-lea, știindu-se cu precizie că Stăncescu după doar câțiva ani a devenit adversarul ireconciliabil al lui Ștefan Luchian căruia îi reproșa aceleași defecte pe care le-a justificat elogios la Grigorescu. Stăncescu a prefațat prima apariție publică a operelor lui Grigorescu de la Expoziția artiștilor în viață din data de 15 iunie 1870.
În continuare, Brezianu a amintit că juriul expoziției a acordat Medalia de Onoare clasa I-a pentru Portretul marelui ban Năsturel Herescu. Această medalie  de Onoare clasa I-a a fost menționață de majoritatea comentatorilor, un exemplu contemporan fiind Iulia Iliescu și Marina Motroc în Viața și opera lui Grigorescu, Editura Monitorul Oficial R.A., București, 2009. George Oprescu a făcut precizările de rigoare specificând fără drept de apel cu argumente certe bazate pe surse de documetare primare că Medalia de Onoare specificată la Regulamentul Expozițiilor artiștilor în viață (1864) Capitolul al III-lea nu a fost acordată.
Ca majoritatea comentatorilor Expoziției din anul 1870, Brezianu a făcut largi considerații interpătrunse cu comentariile cronicarilor din acele vremuri asupra portretului lui Năsturel Herescu. Mai mult de atât, pornind de la aprecierile răutăcioase ale lui Iacob Negruzzi și datorită faptului că acesta cunoscându-l pe Grigorescu de la Mănăstirea Agapia, i-a adus totuși niște elogii. Astfel Negruzzi a făcut pentru prima oară o paralelă între opera pictorului român și poezia lui Vasile Alecsandri. Această paralelă, după spusele lui Brezianu, a dus ca ani de zile după închiderea Expoziției artiștilor în viață din anul 1870, Grigorescu să fie considerat exponentul culturii oficiale și un premergător al mișcării literare semănătoriste. Un argument plauzibil adus de Brezianu a fost că Grigorescu a făcut mai multe proiecte de copertă pentru revista Semănătorul. Apropierea făcută de Negruzzi a durat până în anul 1929, moment în care Nicolae Iorga a făcut o paralelă între Grigorescu și Mihai Eminescu:
„... Dacă în Alecsandri se află acea notă plăcută, dar fără profunzimi a unui pictor ca Aman - viziunea minunat de adevărată a unui Grigorescu va găsi în poezie o corespondență de o înaltă semnificație estetică și totodată filozofică, în Mihai Eminescu” --- Nicolae Iorga

#### George Oprescu
George Oprescu a făcut în monografia vieții pictorului Nicolae Grigorescu o serie de comentarii asupra lucrărilor pe care acesta le-a expus la Expoziția artiștilor în viață din anul 1870. Astfel, el l-a considerat pe Ange Pechméja un pictor distins și un comentator desăvârșit. El a vorbit mai reținut, în analiza sa, despre cromatica și armonia tonurilor de culoare pe care le considera că ar fi tributare unor reguli ce nu au fost respectate. În opinia criticului George Oprescu, aceste ultime afirmații nu erau în totalitate adevărate. Pentru argumentarea lor, Pechméja a făcut uz de stilul lui Delacroix. Oprescu a spus că Ange Pechméja nu a ținut cont de faptul că marele colorist francez nu lucra în mod schematic și acordurile coloristice depindeau întotdeauna de starea lui de spirit. Delacroix recurgea la stridențe cromatice doar atunci când dorea să evidențieze ceva sau când voia să dea expresivitate lucrărilor.
Criticul a făcut o analiza exhaustivă a comentariilor făcute de cronicarii de atunci și, în special, a Portretului marelui ban Năsturel Herescu, a tabloului O floare între flori și Corturile de țigani la apusul soarelui. Oprescu a încheiat analiza asupra criticii lui Pechméja considerând că portretul lui Năsturel Herescu este una dintre lucrările care a ajuns pe culmile artei în România, indiscutabil o capodoperă.

#### Krikor Zambaccian
Colecționarul și criticul de artă Krikor Zambaccian l-a considerat pe Nicolae Grigorescu ca cel mai mare pictor român, deoarece el a dat direcția vie a picturii românești, el a emanicipat academismul convențional și strâmt. Principalul argument pe care l-a adus în susținerea acestei afirmații a fost diferența evidentă dintre operele pe care pictorul le-a expus la Expoziția artiștilor în viață din anul 1870 în comparație cu cele ale contemporanilor săi. Al doilea argument vizibil în presa acelor vremuri este că Grigorescu a fost considerat de o parte a criticilor săi ca un revoluționar și ca un artist care nu știe să deseneze. Zambbacian a reiterat neputința contemporanilor lui de a înțelege arta care era văzută sub unghiul unui realism ieftin. Publicul amator de artă nu se preocupa de esența lucrurilor, ci mai mult de aspectul exterior și de o imitație a naturii și nu de expresia ei.

#### Adrian-Silvan Ionescu
Expoziția artiștilor în viață a devenit o obișnuință anuală și publicul interesat de artă aștepta cu nerăbdare evenimentul, fapt care poate fi văzut în reflectarea lui în presa acelor timpuri. Cei interesați aveau acces la lista artiștilor care participau la manifetare, ei fiind informați încă de la începutul anului cu adresele expozanților în publicația Informațiunile Bucureștene. Chiar dacă sculptorii, pictorii sau arhitecții erau incluși în categoriile altor practicanți de alte meserii așa cum erau librarii, litografii sau fotografii, cu toții erau până la urmă încadrați în sfera culturii.
Cea mai mare emulație a vieții artistice a făcut-o prezența pe simezele expoziției a operelor lui Nicolae Grigorescu. Picturile artistului au uimit publicul și critica de specialitate. El a fost criticat și în același timp elogiat pentru diversitatea de motive plastice pe care le-a etalat. Fiind foarte apreciat, apariția lui în peisajul artistic bucureștean a marcat începutul declinului lui Theodor Aman din preferințele cunoscătorilor și amatorilor de artă.